# Alfonso La Marmora
Pour les articles homonymes, voir La Marmora et Ferrero (homonymie).
Alfonso Ferrero, marquis de La Marmora (né le 17 novembre 1804 à Turin - mort le 5 janvier 1878 à Florence) était un général et homme d'État italien du XIXe siècle, qui fut l'un des principaux acteurs du Risorgimento. En Italie, il est souvent dénommé par le seul nom de La Marmora.

## Origines, jeunesse et premières affectations

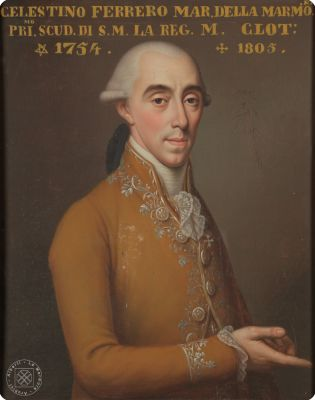
Marquis Celestino (1754-1805), père d'Alfonso La Marmora.

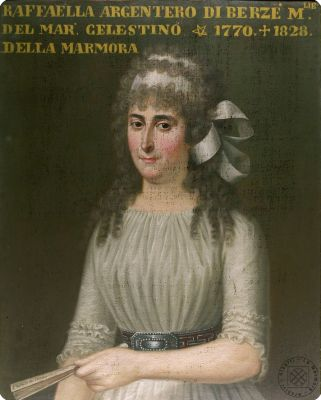
Raffaella Argentero di Bersezio ou di Berzé (1770-1828), mère d'Alfonso.

Né le 18 novembre 1804 à Turin, Alfonso est l'avant-dernier des 13 enfants du marquis Celestino Ferrero della Marmora (1754-1805) et de son épouse Raffaella Argentero di Bersezio ou di Berzé (1770-1828). La famille est issue des membres d'une branche de la famille Acciaiuoli de Florence qui, en raison des guerres civiles, ont émigré de Toscane au Moyen Âge et se sont installés à Biella.
Issu d'une famille à l'ancienne tradition militaire, les frères d'Alfonso comprennent plusieurs officiers qui se sont illustrés dans les guerres napoléoniennes, comme Carlo Emanuele et Alberto, mais aussi des réformateurs comme Alessandro, qui est le fondateur des Bersaglieri.
Le jeune Alfonso était également destiné à une carrière militaire et le 21 février 1816, à l'âge de onze ans, il entra à l'Académie royale militaire de Turin (Accademia Reale di Torino). En juillet de la même année, il est, selon la tradition, nommé page d'honneur du roi Vittorio Emanuele Ier de Savoie et le 15 mars 1820, il atteint le grade de cadet. En 1822, il aurait dû quitter l'Académie avec le grade de lieutenant, mais en raison des soulèvements de 1821, les promotions sont retardées et Alfonso est nommé lieutenant d'artillerie le 1er mars 1823.
Il n'était pas l'un des élèves les plus studieux de l'Académie, mais il a rapidement comblé ses lacunes en tant qu'autodidacte. Il n'atteint le grade de capitaine que le 30 août 1831 et celui de major le 11 janvier 1845. Cependant, il s'intéresse beaucoup aux questions militaires et visite à cette fin la France, la Grande-Bretagne, l'Allemagne et l'Autriche, examinant en détail la situation des armées prussienne et autrichienne. Il a rédigé des rapports précis sur ces voyages qui ont attiré l'attention de Carlo Alberto, roi de Sardaigne à partir de 1831. La Marmora se voit alors confier la commande des batteries à cheval (Voloire) et la tâche d'acheter les chevaux nécessaires à leur équipement.
Au cours de cette période, Alfonso se rendit plusieurs fois à Paris, où il fit la connaissance et l'amitié de quelques exilés piémontais pour leurs idées libérales : Guglielmo Moffa di Lisio (1791-1877), Giacinto Provana di Collegno et Carlo Emanuele dal Pozzo della Cisterna. Alphonse ne se contente pas non plus de voyager à l'étranger ; il veut visiter non seulement le Piémont mais aussi d'autres États italiens, dont le royaume des Deux-Siciles. Il a visité les Pouilles, la Calabre et les Abruzzes, s'arrêtant dans des lieux hors des circuits touristiques : Ariano, Foggia, Bari, Tarente, Sulmona, etc., notant les us et coutumes et observant tout minutieusement.
Pour La Marmora, la lecture n'était pas moins un plaisir que les voyages, principalement sur des sujets militaires, mais il se souvient aussi avec émotion de Le mie prigioni de Silvio Pellico. Devenu expert dans le domaine de l'artillerie, alors qu'il était encore capitaine, il fut chargé par Carlo Alberto d'enseigner les rudiments de la matière à ses jeunes fils, le duc de Savoie, le futur Vittorio Emanuele II et le duc de Gênes.

## La première guerre d'indépendance (1848-1849)

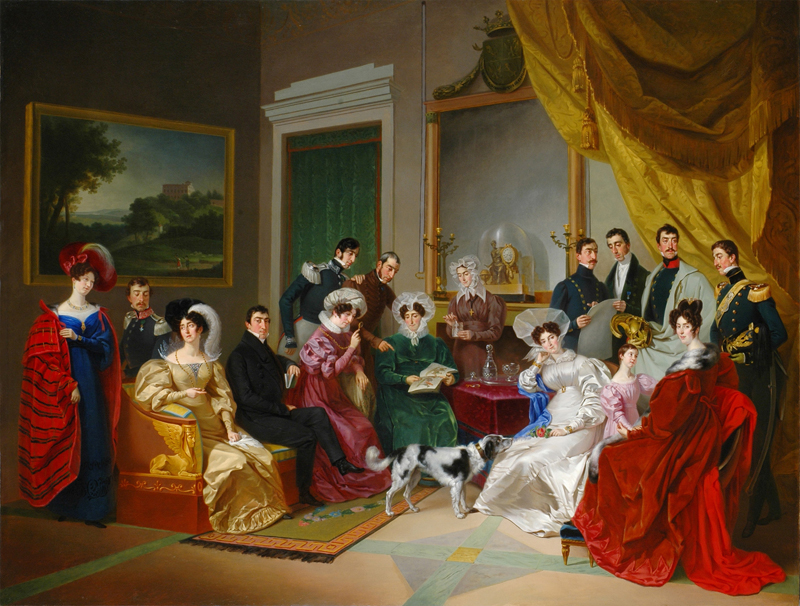
La famille Ferrero della Marmora en 1828. De gauche à droite (sans indication des frères et sœurs d'Alfonso) : Carolina di Pamparato (1805-1860) épouse d'Edoardo La Marmora, Alessandro, Maria Elisabetta (1790-1871), Ottavio (1806-1868), Edoardo (1800-1875), Maria Cristina (1787-1851), Alberto, Raffaella Argentero di Bersezio (1770-1828) mère d'Alfonso, Enrichetta (1793-1847), Barbara (1795-1832), Paolo Emilio (1803-1830) Carlo Emanuele, Albertina (1823-1890) fille de Carlo Emanuele, Ferdinando (1802-1874), Marianna di Gattinara (1799-1870) épouse de Carlo Emanuele, Alfonso à l'âge de 24 ans.

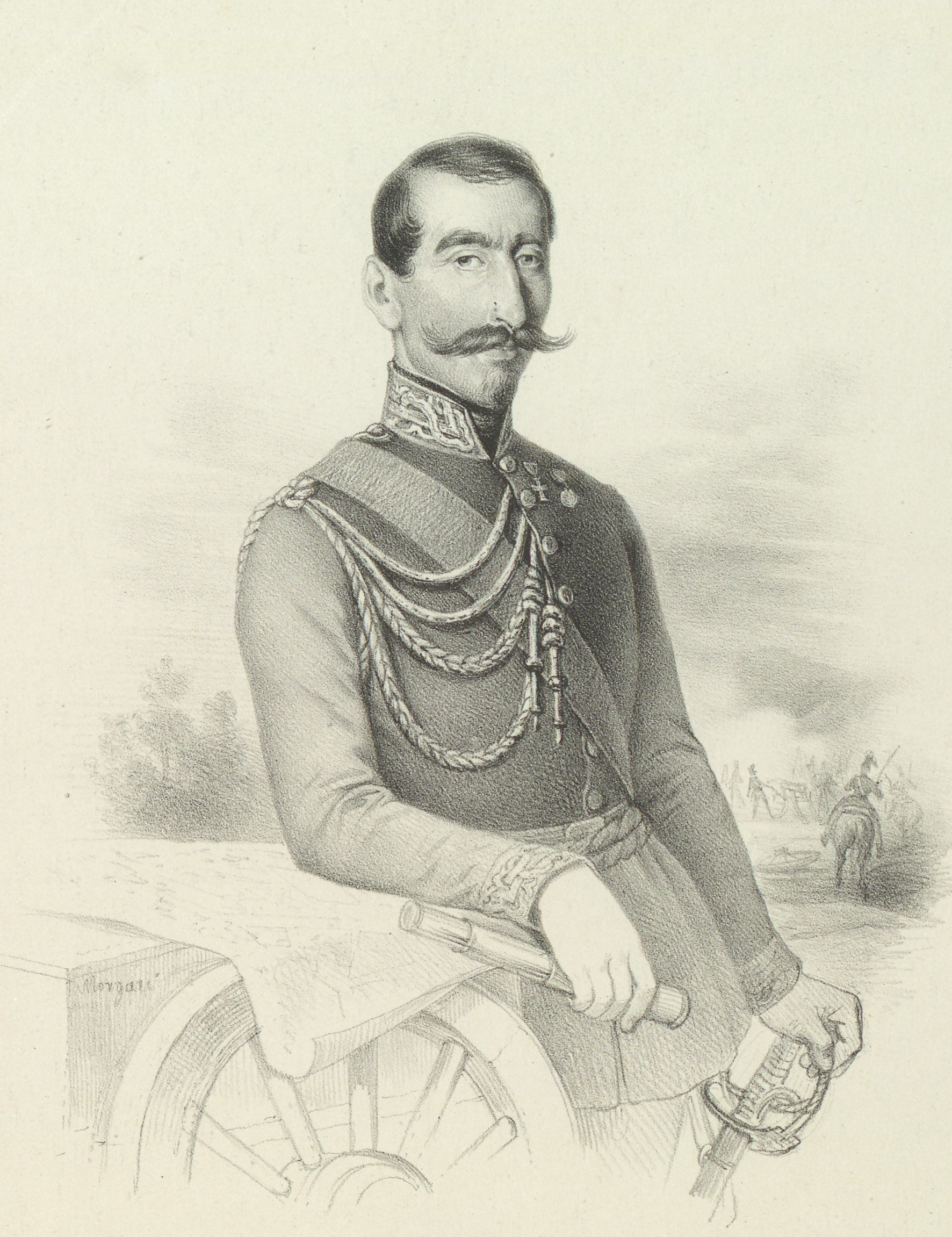
Portrait d'Alfonso La Marmora en 1848 par Paolo Emilio Morgari

Après les Cinq Jours de Milan et les soulèvements du Printemps des peuples, Carlo Alberto, initialement soutenu également par les États pontificaux et le royaume des Deux-Siciles, décide d'attaquer l'Empire autrichien. La première guerre d'indépendance italienne commence.
A l'ouverture des hostilités, le 23 mars 1848, La Marmora est major d'artillerie et commande les 1re et 2e Batteries encadrées dans la 4ème Division du Général Giovanni Battista Federici du 2e Corps d'Ettore De Sonnaz. Dès le début de la campagne, La Marmora se trouve en désaccord avec les généraux hésitants de Carlo Alberto et déclare qu'il ne faut pas laisser à l'armée autrichienne le temps de se replier et de réorganiser ses troupes dans le Quadrilatère. Son idée était de poursuivre vigoureusement les troupes du général Josef Radetzky et de leur livrer finalement bataille. Il en informe immédiatement le général Federici et rejoint ensuite le roi Carlo Alberto à son quartier général de Lodi pour donner les ordres appropriés. Le conseil a vraisemblablement été accepté mais les ordres ont été exécutés trop tard, de sorte que lorsque la division de La Marmora s'est déplacée et est entrée dans Brescia le 31 mars, les Autrichiens se sont repliés le même jour sur la forteresse de Peschiera.
Dans la première phase de la Campagne, La Marmora s'est distingué dans des batailles mineures et dans les batailles de Pastrengo et de Santa Lucia ; surtout dans la bataille de Pastrengo, au cours de laquelle il a pu conseiller ses supérieurs. Il contribue également à la reddition de la forteresse autrichienne de Peschiera le 30 mai 1848, ce qui lui vaut d'être promu colonel d'état-major général. Alfonso a également bénéficié du changement de commandement de la 4e division, du général Federici au second fils de Carlo Alberto, Ferdinand, duc de Gênes. Il se retrouve ainsi à l'emploi de l'ex-petit ami à qui il avait donné ses premières leçons d'artillerie et avec qui il a développé une grande amitié.

### La première bataille de Custoza

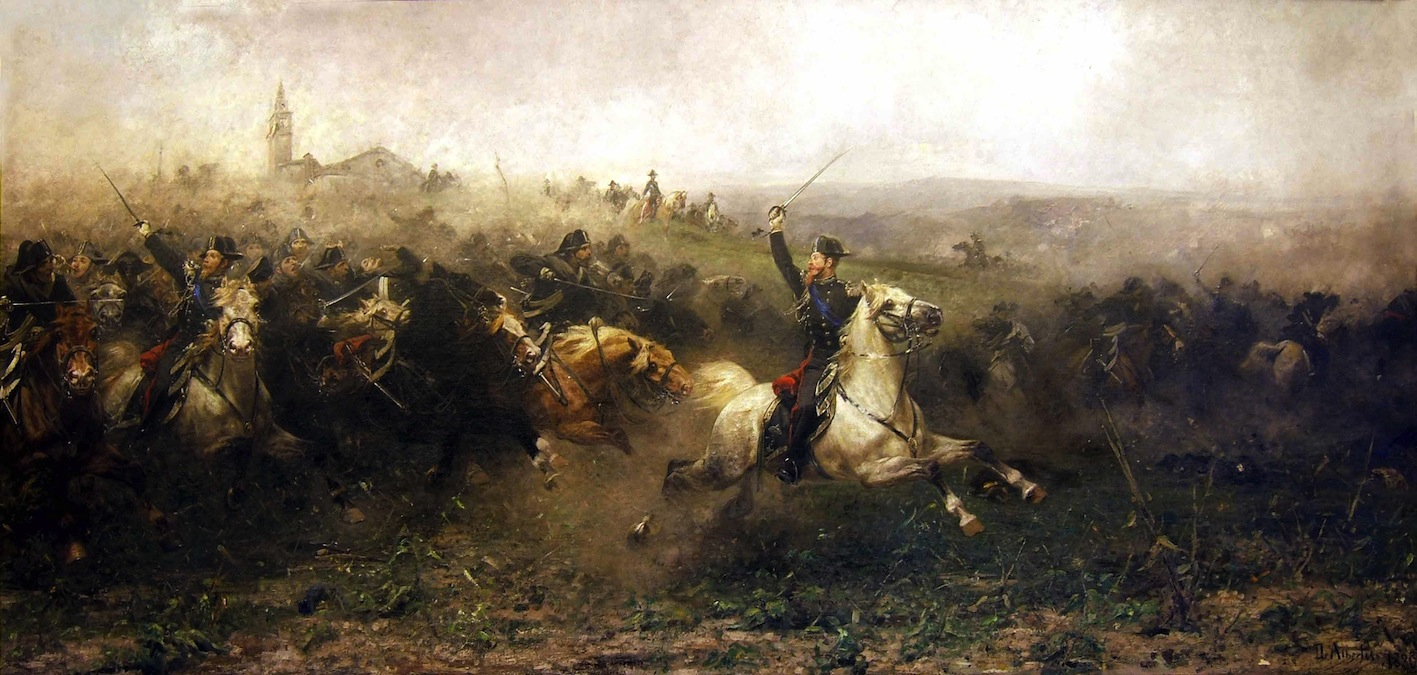
Pendant la première guerre d'indépendance, La Marmora s'est distinguée dans les batailles de Pastrengo, Santa Lucia et Custoza.

Après la bataille de Goito le 30 mai (le même jour que la capitulation de Peschiera), l'armée piémontaise commence le blocus de Mantoue mais dispose ses forces sur une ligne trop longue. La Marmora se rend compte du danger et attire en vain l'attention de ses supérieurs. Ignoré, il envoya les troupes de la 4e division, qui entre-temps avaient quitté le 1er corps, et se prépara à la bataille qui devait s'appeler la bataille de Custoza. Le 23 juillet, l'armée autrichienne attaque et bat le 1er corps piémontais de De Sonnaz à Salionze et se prépare à frapper le corps du général Eusebio Bava qui comprend la 4e division et le commandement de Carlo Alberto. La Marmora suggère de déplacer le Corps immédiatement vers Valeggio pour rejoindre les troupes de De Sonnaz, mais cette fois encore il n'est pas écouté.
Ainsi, le matin du 25 juillet, deux corps autrichiens attaquent le corps de Bava avec un rapport de troupes de 2 à 1. La 4e division, qui constitue l'aile droite du dispositif piémontais près de Sommacampagna, subit de nombreux assauts et tentatives de débordement, opposant une résistance vigoureuse aux forces autrichiennes prépondérantes. Après une journée de combat, la retraite vers des positions plus sûres n'a pu se faire qu'en combattant l'ennemi centimètre par centimètre et les derniers à quitter le terrain furent le duc de Gênes et son chef d'état-major Alfonso La Marmora.

### Négociations de l'armistice

Italie à l'époque où Alfonso La Marmora était jeune. En bleu le royaume de Sardaigne.

Lorsque la défaite générale est évidente, Charles Albert et son conseil de guerre décident d'adresser une demande d'armistice au général Radetzky. Le général Michele Giuseppe Bes (1794-1853), le général Giuseppe Rossi et le colonel La Marmora sont envoyés comme parlementaires dans le camp ennemi. C'était la première d'une longue série de missions diplomatiques qu'Alphonse a dû soutenir,.
Radetzky exige que l'armée piémontaise abandonne la ligne du Mincio et se retire jusqu'à la rivière Adda, que la forteresse de Peschiera soit restituée, que les duchés (de Parme et de Modène, dont les souverains avaient cédé le contrôle aux révolutionnaires pro-piémontais) soient dégagés et les troupes rappelées dans les provinces vénitiennes. En entendant ces conditions, Carlo Alberto s'est exclamé : « Je préfère mourir ! »,.
Tous les membres du conseil de guerre sont du même avis que le roi, sauf La Marmora. Le colonel rappelle les conditions de l'armée après la bataille de Custoza, montre combien toute résistance à la progression de l'armée autrichienne est illusoire, fait remarquer qu'en refusant ces conditions l'ennemi deviendrait alors plus exigeant et que la proposition actuelle de Radetzky, une fois acceptée, pourrait être améliorée par de nouvelles négociations. Mais il n'y avait aucun moyen de persuader Carlo Alberto.

### Événements au Palazzo Greppi à Milan

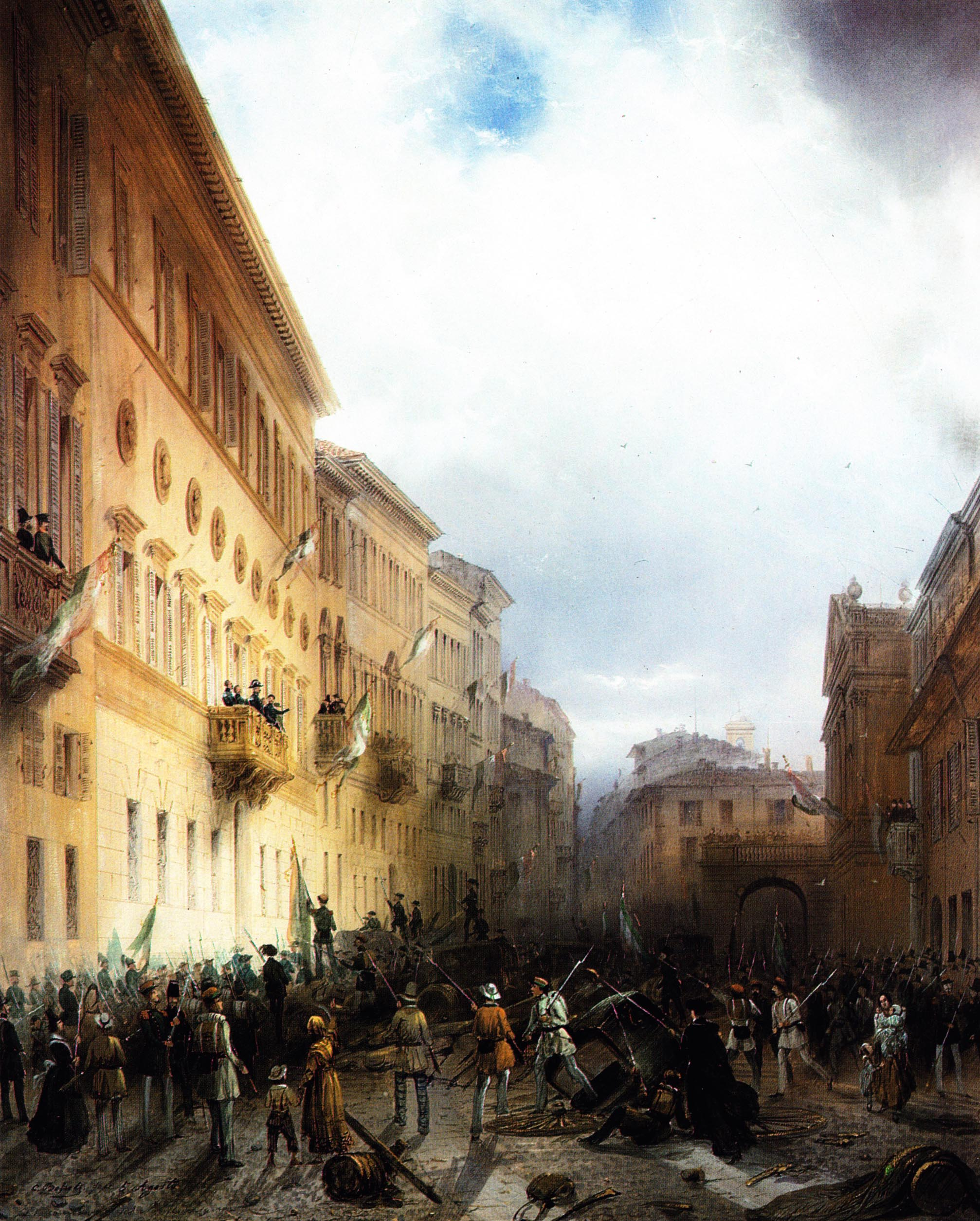
Carlo Alberto à Milan tente en vain de calmer la foule contre l'armistice. Il a été sauvé par Alfonso La Marmora.

Ayant rejeté la proposition autrichienne d'armistice, Carlo Alberto se retire vers Milan, où il combat à nouveau les Autrichiens le 4 août 1848 et perd à nouveau. Il se replie alors avec son armée sur les remparts de la ville où la population lui manifeste son hostilité, ayant deviné qu'il voulait abandonner la place aux Autrichiens. Après avoir finalement accepté l'armistice, le roi est apparu sur le balcon du Palazzo Greppi pour calmer la population, mais une balle l'a frôlé et il a dû battre en retraite immédiatement.
Carlo Alberto est maintenant entre les mains des émeutiers. Au Palazzo Greppi, pour résoudre la situation, le général Carlo La Marmora (frère d'Alfonso) ordonne d'envoyer un officier rassembler des troupes pour libérer Carlo Alberto. Au même moment, ignorant les instructions de son frère, Alfonso, qui était également arrivé au Palazzo Greppi, décida d'agir de sa propre initiative : il quitta le palais et se rendit à Porta Orientale, où campait la brigade « Piémont ». Il rencontre un bersagliere (fusiliers) et lui ordonne de se préparer à marcher avec sa compagnie ; lorsqu'il atteint Porta Orientale, il prend en charge un bataillon d'infanterie et avec celui-ci et la compagnie de bersaglieri, il court vers Palazzo Greppi. À l'approche des troupes, les émeutiers s'enfuient, La Marmora entre dans le palais et emmène le roi et sa suite. Peu après, sur la route, il rencontre les troupes mobilisées par son frère Charles.
Avec la signature de l'armistice Salasco, la première campagne de la première guerre d'indépendance prend fin. La Marmora revient du champ de bataille avec une réputation renforcée et, dans l'ordre général adressé par le roi à l'armée le 31 août 1848, il est décoré de la médaille d'argent de la valeur militaire, en considération de « la conduite toujours tenue par le colonel La Marmora face à l'ennemi pendant la campagne de 1848 ».

### La mission de trouver un général à Paris

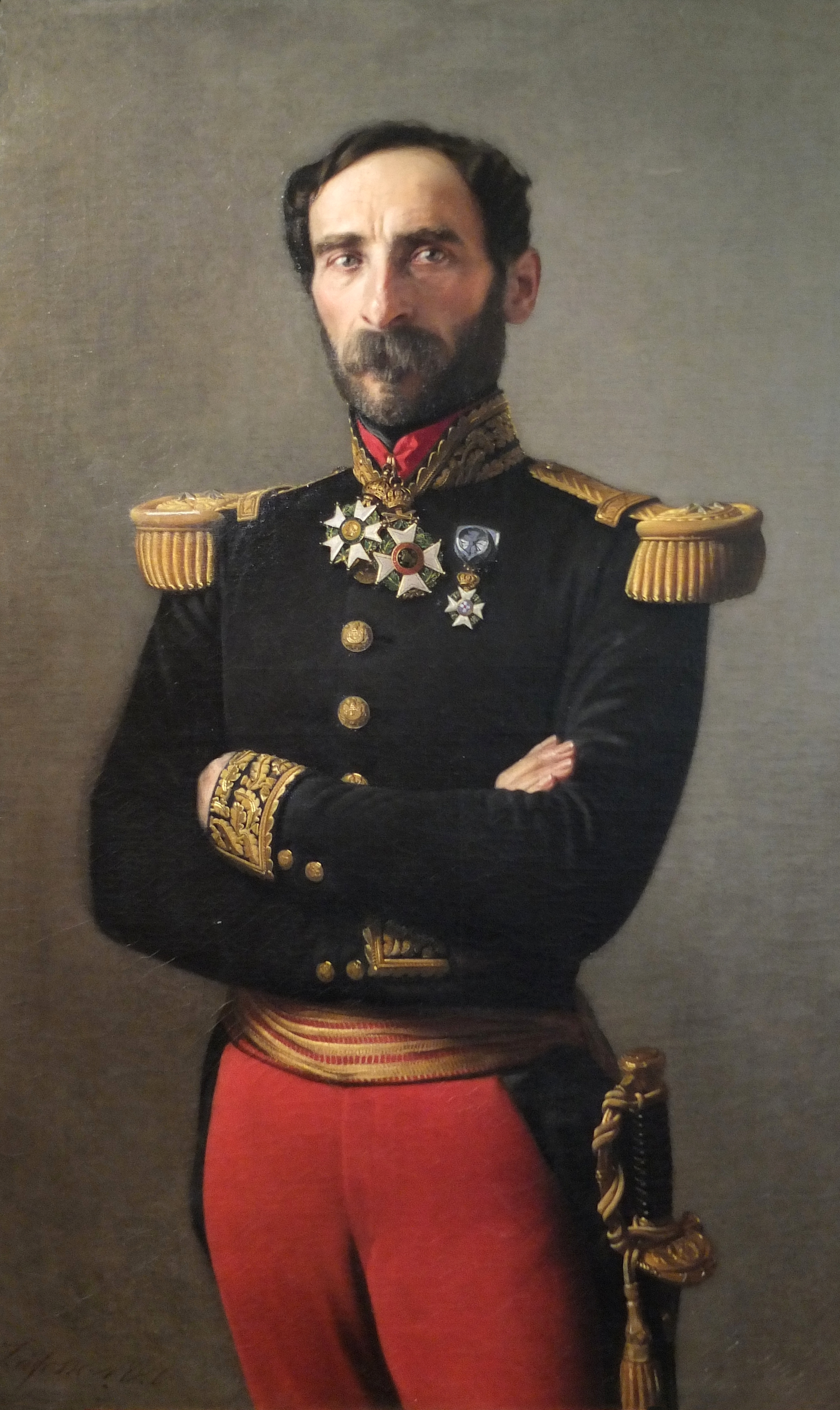
En 1848, le Premier ministre français Cavaignac refuse à La Marmora un général à mettre à la tête de l'armée piémontaise.

Déterminé à reprendre les armes contre l'Autriche dès que possible, Charles Albert dépose les généraux qu'il tient pour responsables de la défaite de la campagne de 1848 et se soumet aux souhaits de son gouvernement qui veut un général français à la tête de l'armée. Dans les derniers jours d'août 1848, le ministre de la Guerre Giuseppe Dabormida confie à Alfonso La Marmora la tâche de chercher un général compétent à Paris.
À cette époque de grands bouleversements, le conservateur Louis Eugène Cavaignac est le chef de l'État provisoire et le premier ministre de la Deuxième République française. La Marmora lui explique la situation et lui demande la permission d'ouvrir des négociations avec le général Thomas Robert Bugeaud, qui s'est distingué dans sa jeunesse lors des guerres napoléoniennes, mais Cavaignac refuse. La Marmora s'adresse alors directement aux généraux Nicolas Changarnier et Alphonse Bedeau (1804-1863) qui s'étaient illustrés lors des campagnes d'Algérie. Ils se montrent intéressés mais sont vite dissuadés par Cavaignac qui déclare à La Marmora que la France ne peut pas contrarier l'Autriche pour plaire au royaume de Sardaigne. Cette déclaration est répétée sur le même ton par le ministre français des Affaires étrangères Jules Bastide (1800-1879) auquel La Marmora s'adresse en dernier recours.
L'échec de la mission, qui a conduit au choix du général polonais Wojciech Chrzanowski, n'a cependant pas privé La Marmora de nouvelles nominations qui devaient être présentées dès l'automne suivant.

### Deux fois ministre de la guerre
Après la défaite de la campagne de 1848, le gouvernement constitutionnel d'Ettore Perrone di San Martino au Piémont est en crise. Le général Dabormida, qui était ministre de la Guerre, pensa qu'il serait bénéfique pour le pays de confier son poste à un officier dans l'estime duquel l'armée avait une haute opinion. Il a indiqué le candidat le plus approprié en la personne d'Alfonso La Marmora, avec qui il entretenait une amitié sincère. La suggestion est accueillie favorablement et, comme La Marmora n'est qu'un colonel, il est promu général de division (maggior generale). La nomination comme ministre a été faite par décret du roi Carlo Alberto le 27 octobre 1848.
Quelques jours plus tard, certains sièges du premier parlement piémontais étant vacants, la candidature de La Marmora est proposée et le collège de Racconigi l'élit comme député,. Ainsi, en quelques jours, La Marmora passe du statut de simple colonel à celui de général, ministre et député.

#### Les premières réformes de l'armée piémontaise
La Marmora devient ministre de la Guerre alors qu'il n'a pas encore 44 ans. Il était de l'avis de son prédécesseur Dabormida qui s'était déjà publiquement prononcé en faveur d'une armée de qualité plutôt que de quantité. Le nouveau ministre fait également partie d'un groupe de militaires avec Dabormida, Giacinto di Collegno, le duc de Gênes, Enrico Morozzo Della Rocca et Agostino Petitti, auxquels s'ajoutent dans les milieux civils Camillo Benso di Cavour, Carlo Promis, Ilarione Petitti et Roberto d'Azeglio, tous convaincus de l'insuffisance de Carlo Alberto comme commandant suprême.
Suivant l'exemple de Dabormida, La Marmora élimine les réservistes non motivés avec femmes et enfants et les remplace par des recrues à former; il réduit l'effectif des compagnies de 250 à 150 hommes (en Autriche la compagnie était de 175 hommes) et tente de créer de nouveaux bataillons plus petits et plus maniables. Mais sur ce dernier point, La Marmora se heurte à la fois au manque d'officiers et à l'opinion du général Bava, qui juge imprudent de réaliser une réforme aussi radicale en peu de temps et qui s'oppose également à l'idée du ministre de transférer les 50 meilleurs hommes de chaque régiment pour former de nouveaux bataillons de bersaglieri.
Malgré cela, la réorganisation de l'armée sarde se poursuit : à la place des classes 1821-1827, qui avaient formé la première ligne de la campagne de 1848, il y a maintenant les classes 1823-1829. Le 12 novembre 1848, une loi est votée sur l'avancement des officiers basé non pas sur l'ancienneté ou la bienveillance du roi, mais sur le mérite. D'autres dispositions du ministère Dabormida ont été mises en œuvre entre-temps, toujours dans l'optique d'une armée plus légère, plus rapide et plus vigilante. Cependant, à ce moment précis, La Marmora doit abandonner son poste en raison de la crise du gouvernement Perrone, tandis que les mois d'hiver affaiblissent une armée destinée à reprendre les combats sous peu, mettant en évidence les aspects négatifs de la réforme hâtive et partielle : la réduction des forces et des vétérans. La question du commandement suprême deviendrait également un élément de faiblesse supplémentaire et plus lourd.

#### Une semaine dans le gouvernement Gioberti
Le gouvernement Perrone, devant l'impossibilité de se maintenir longtemps face à la défaite de la première campagne, tombe le 16 décembre 1848. La Marmora est néanmoins choisie comme membre du comité consultatif permanent de la guerre.
Vincenzo Gioberti, dont les idées d'une fédération italienne dirigée par le pape ont fasciné Carlo Alberto, est chargé de former le nouveau gouvernement. La Marmora est immédiatement proposée pour le ministère de la guerre, tant par Gioberti que par Cavour, de plus en plus influent. Cependant, le général a d'abord refusé, au motif que Gioberti s'était opposé au précédent gouvernement Perrone. De Sonnaz est donc choisi, mais cède le poste à La Marmora lorsqu'on le persuade d'accepter. La deuxième nomination de La Marmora comme ministre de la Guerre est ensuite officialisée par un arrêté royal le 2 février 1849. Cependant, le nouveau ministre ne reste en fonction que quelques jours, puisqu'il démissionne le 9 février, probablement parce qu'une grande partie de la classe politique n'est pas bien disposée envers un gouvernement modéré. Le 14 du même mois, La Marmora est donc placé à la tête de la première division provisoire de l'armée, qui deviendra plus tard la 6e division.

### La reprise de la guerre et la défaite à Novare
Les derniers jours précédant la reprise des hostilités furent des jours d'efforts frénétiques et souvent désordonnés et confus du gouvernement turinois pour apporter les derniers remèdes aux carences d'une armée qui était loin d'être rétablie.
Il y a également eu quelques changements importants dans les rangs supérieurs, juste au moment où les troupes étaient sur le point de bouger. Dabormida étant mis sur la touche, son groupe est dissous et La Marmora est affecté à la 6e division à Sarzana, en Lunigiana (dans une zone éloignée du front). De cette façon, Carlo Alberto voulait exclure des postes clés les esprits critiques de l'armée, ceux qui avaient exprimé la conviction ou suggéré que le Roi devait abandonner la direction de la guerre.
Lorsque les hostilités reprennent le 20 mars 1849, La Marmora reçoit l'ordre de marcher vers Pontremoli en direction de Parme afin d'investir le duché, allié des Autrichiens. Il arrive à Parme le 22 mars (alors que les Autrichiens sont déjà entrés dans le Piémont au nord) et la population en révolte accueille les troupes piémontaises avec des manifestations d'affection. N'ayant pas d'instructions, La Marmora pensait prendre Plaisance par surprise, mais le 25, il fut atteint par les premières nouvelles de la défaite de Novare et les jours suivants par celles de l'abdication de Carlo Alberto et de l'armistice de Vignale. Le 27, le commandement de l'armée lui ordonne de partir immédiatement pour Gênes où l'on craint de graves troubles contre la monarchie.

## La répression des émeutes de Gênes
Après la défaite finale de Novare, des soulèvements populaires éclatent à Gênes, l'ancienne république, fomentés (Sac de Gênes) par les milieux républicains et démocratiques opposés à la paix avec l'Autriche. La Marmora reçoit l'ordre de réprimer le soulèvement et le 2 avril 1849, alors qu'il se rend à Ronco pour recueillir des informations sur les conditions de la ville, il reçoit deux décrets de Turin : l'un le nomme commissaire royal avec les pleins pouvoirs et l'autre le promeut lieutenant général ( luogotenente generale),.
La Marmora arrive avec sa division près de Gênes le 4 avril, alors que le front insurgé se divise déjà, car une grande partie de la bourgeoisie, effrayée par la violence des masses populaires, se retire de la lutte. La défense de la ville contre les troupes régulières est donc mal organisée. La Marmora a facilement occupé Sampierdarena (à l'époque une commune à part entière) et quelques forts du côté ouest de la ville, puis a appelé à la reddition, qui a été rejetée. Le lendemain, le bombardement de la ville commence et le 9 avril, grâce à l'octroi d'une amnistie pour presque toutes les compromissions par le gouvernement de Turin, les émeutiers acceptent la reddition. Le 11, les troupes piémontaises entrent dans la ville. Quatre jours plus tard, pour avoir rétabli l'ordre à Gênes, La Marmora reçoit la médaille d'or de la valeur militaire et le lendemain, il est promu commandant du 2e corps d'armée,.

## Ministre de la réforme militaire (1849-1857)

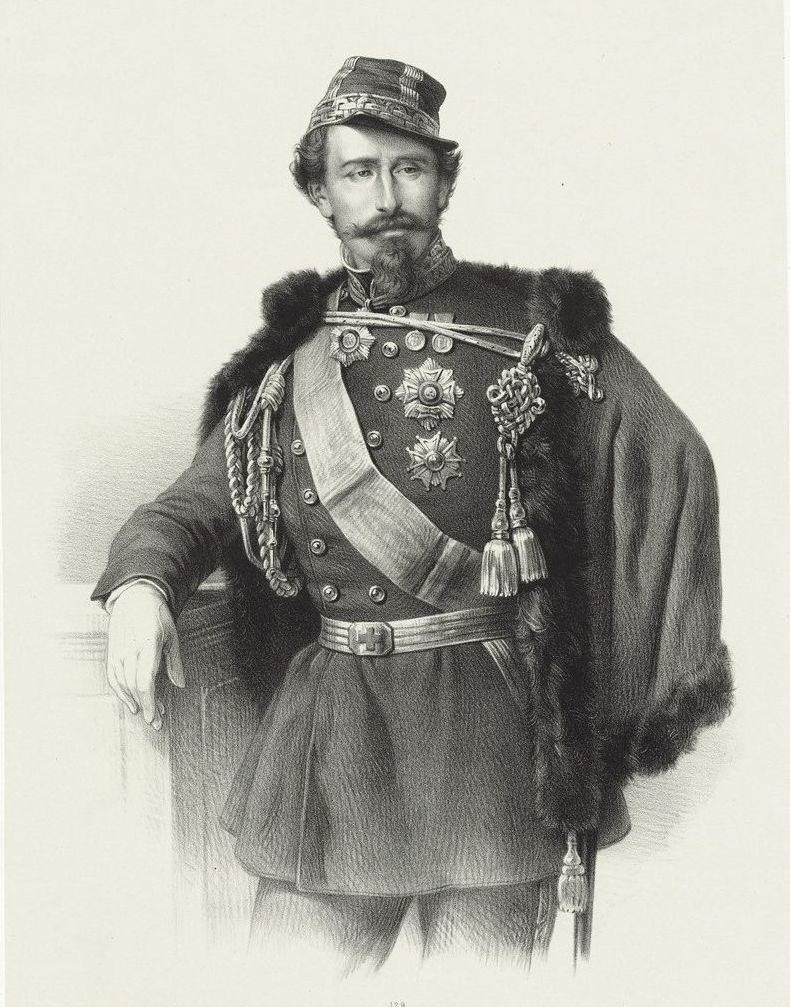
La Marmora a commencé la première guerre d'indépendance avec le grade de major et l'a terminée avec celui de général.

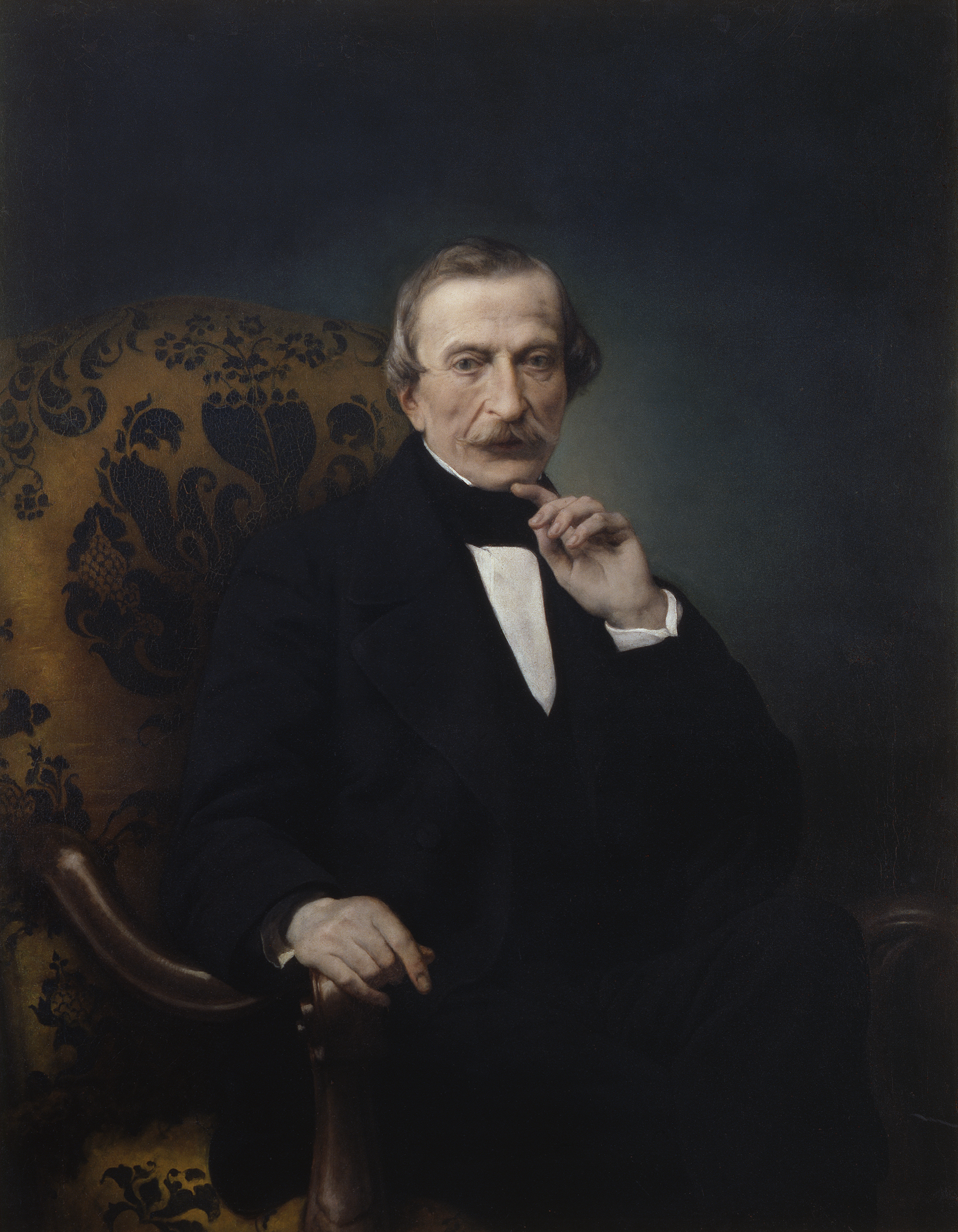
Le Premier ministre Massimo d'Azeglio confie à La Marmora la réforme de l'armée piémontaise.

La défaite de la première guerre d'indépendance conduit le premier gouvernement de Massimo d'Azeglio à nommer une commission chargée de réformer l'armée piémontaise. Le duc de Gênes est nommé président de la commission et La Marmora est appelée à la rejoindre, ajoutant à cet engagement le poste de commissaire à Gênes et les sessions du parlement. Le général, en effet, avait été réélu pour la circonscription de Pancalieri lors de la troisième législature en juillet 1849. Comme le ministre de la Guerre Eusebio Bava est bientôt en désaccord avec D'Azeglio sur les réformes militaires et démissionne, Dabormida et Cavour proposent La Marmora à sa place. La proposition est acceptée et le général quitte Gênes, devenant pour la troisième fois ministre de la Guerre le 3 novembre 1849.
La Marmora restera ministre, sauf pour l'interruption de la guerre de Crimée en 1855-56, jusqu'en janvier 1860. C'est à lui, qui va avoir 45 ans, qu'il revient de mener à bien la grande réforme de l'armée piémontaise. Quelques jours après sa prise de fonction, le 29, il épouse la comtesse anglaise Giovanna (Joan) Teresa Bertie Mathew, avec laquelle il a un fils, Carlo, qui meurt le 29 novembre 1851.
L'une de ses premières décisions fut d'envoyer deux de ses meilleurs collaborateurs, le capitaine Giuseppe Govone et le capitaine Genova Thaon di Revel, en Prusse et en Autriche, avec pour mission d'étudier de près l'organisation militaire de ces deux pays. En même temps, La Marmora crée deux commissions chargées d'étudier, en général et en détail, le problème des fortifications à la frontière avec l'Autriche.
En 1850, le ministre prévoit également une première réorganisation des services de subsistance et de santé des troupes ; il améliore le niveau de culture militaire des soldats, y compris des sous-officiers, en créant l'École militaire d'infanterie d'Ivrée. Il a également réorganisé les services du personnel, en stipulant que seuls les officiers expérimentés devaient en faire partie. Quant à la cavalerie, il réduit ses régiments et escadrons lourds et augmente le nombre de cavaliers légers, rendant l'arme plus fine et adaptée au terrain accidenté de l'Italie du Nord ; tandis que les régiments, devenus plus petits, offrent de meilleures performances à leurs commandants ; en 1852, il crée l'école de cavalerie de Pignerol.
Bien que l'artillerie piémontaise soit considérée comme l'une des meilleures d'Europe, La Marmora crée à Turin l'École complémentaire pour les officiers d'artillerie et de génie et, en 1853, améliore encore les services avec la création d'une véritable Intendance (aujourd'hui le corps d'intendance de l'armée italienne (Corpo di commissariato dell'esercito italiano) ) pour coordonner les opérations de ravitaillement. En outre, le 25 mai 1852, est créée la loi sur l'avancement des officiers qui, dans la lignée des premières réformes de 1848, prévoit un avancement principalement par le mérite, notamment en temps de guerre.

### Infanterie et réforme du recrutement

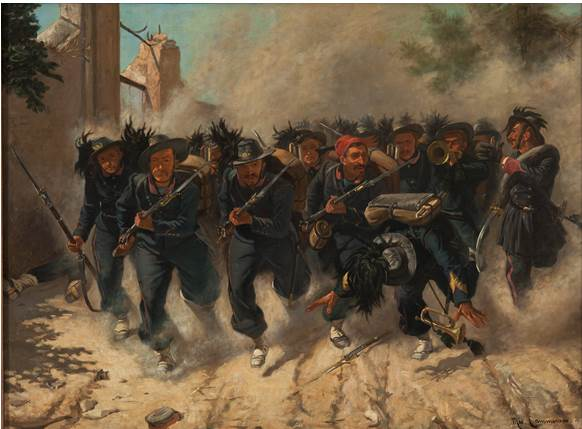
Préférant les petites unités mobiles, le ministre La Marmora renforce le corps des Bersaglieri qui avait été fondé sur la suggestion de son frère Alessandro en 1836.

Cependant, le principal problème reste celui de l'infanterie et de son recrutement. La Marmora continue à développer les réformes déjà entamées en 1848 : bataillons de petite taille mais bien encadrés et très mobiles ; renforcement des bersaglieri au détriment des grenadiers et des chasseurs. La deuxième question était celle du recrutement, après quoi l'armée piémontaise passerait d'une force de quantité à une force de qualité.
Afin de réaliser cette transformation sans affaiblir l'infanterie, l'idée était d'augmenter le service obligatoire d'un peu plus d'un an à quatre ou cinq ans. Bien que la doctrine officielle en Europe soit favorable à cette transformation, elle rencontre au Piémont une grande opposition de la part du Parlement et surtout de la Chambre des députés.
La loi sur le recrutement a eu un parcours long et difficile. Le premier projet est présenté par La Marmora au Sénat le 3 février 1851. Le 24 mars 1852, la commission de la Chambre des députés présente son rapport et, du 17 au 27 mai, un débat houleux s'engage, alimenté par la défense de l'armée du nombre par les députés. L'idée de La Marmora l'emporta, de sorte que le projet de loi revint au Sénat révisé, mais pas dans les questions fondamentales. En effet, le 1er février 1854, le débat est rouvert au Sénat, repris à la Chambre le 14 mars et finalement, six jours plus tard, la loi fondamentale du 20 mars 1854 est adoptée.
Le système de sélection des conscrits reste celui du tirage au sort, qui établit si la personne valide doit entrer dans la « première catégorie » ou la « deuxième catégorie ». La conscription effective était de la première catégorie, avec une période de service allant de quatre ans (pour l'infanterie) à six ans (pour la cavalerie). Cette période est suivie d'une période de réserve de trois (pour la cavalerie) à sept ans (pour l'infanterie). Les hommes de la « deuxième catégorie », en revanche, ne devaient suivre qu'une formation de 40 jours et passaient ensuite cinq ans dans la réserve,.
Mais en réalité, outre un pourcentage d'hommes valides qui n'ont pas servi pour des raisons familiales justifiées, il reste quelques milliers d'hommes privilégiés qui n'ont pas été appelés du tout. Après la guerre de Crimée, en 1857, La Marmora établit donc le principe selon lequel tous les valides des cinq classes engagées dans les armes doivent être au moins de la deuxième catégorie et donc disponibles pour la guerre. Le 16 juin 1857, la proposition est présentée à la Chambre des députés et fait l'objet d'une forte opposition de la part des conservateurs. Finalement, la loi a été adoptée, mais de nombreux jeunes hommes seraient encore totalement exemptés sans raison. Quoi qu'il en soit, l'armée piémontaise, à la suite des réformes menées entre 1850 et 1857 par Alfonso La Marmora, devient un instrument de guerre efficace, la meilleure des armées des États italiens, disciplinée et animée d'un sincère sentiment patriotique.

## Commandant de l'expédition de Crimée (1855-1856)

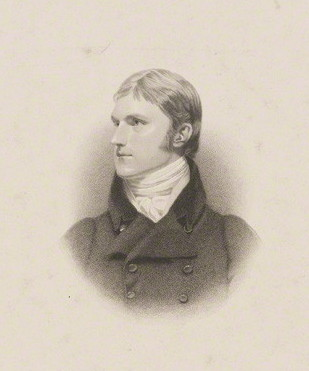
L'ambassadeur anglais en Turquie Stratford de Redcliffe, avec qui La Marmora a clarifié le rôle autonome du contingent piémontais.

Au terme de l'expérience du deuxième gouvernement D'Azeglio, le 4 novembre 1852, Camillo Benso di Cavour devient pour la première fois Premier ministre. Le nouveau chef du gouvernement, appréciant La Marmora, le confirme à la tête du ministère de la Guerre.
Pendant ce temps, en politique étrangère, la « question orientale » prend de l'ampleur avec le début d'un nouveau conflit entre la Russie et la Turquie. La guerre entre les deux empires, qui éclate le 4 octobre 1853, implique la France de Napoléon III pour des raisons de prestige dans la défense des Lieux Saints et la Grande-Bretagne pour des raisons stratégiques. Les deux nations sont entrées en guerre contre la Russie en mars 1854. Cavour, qui entretient de bonnes relations avec les gouvernements de Paris et de Londres, décide de les soutenir militairement, afin d'accroître le prestige du royaume de Sardaigne, qui vise à expulser les Autrichiens d'Italie.

### Pour l'autonomie du contingent piémontais

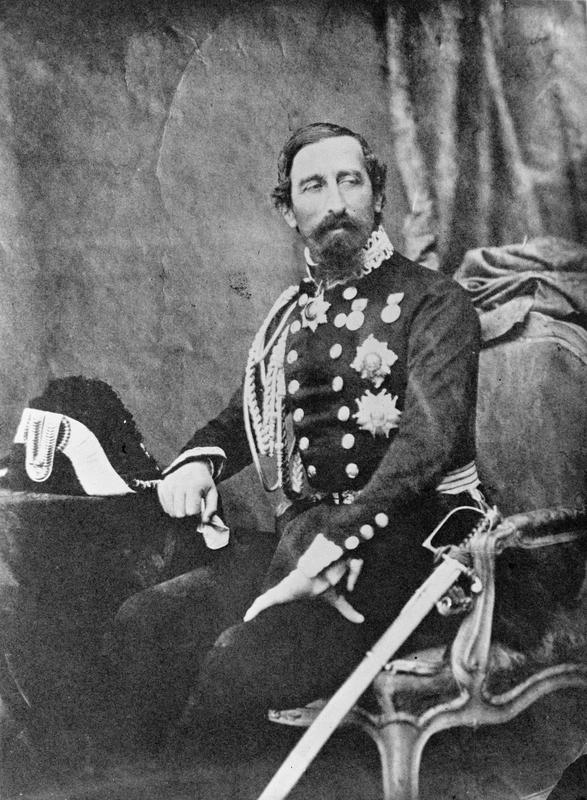
La Marmora commandait l'expédition de Crimée du royaume de Sardaigne, qui s'était rangé du côté de la France et de la Grande-Bretagne contre la Russie. La photo date de l'époque de l'expédition.

Cavour consulte La Marmora, qui déclare qu'il est d'accord pour former une alliance avec la France et la Grande-Bretagne et qu'il peut commander un contingent de deux ou trois divisions qui, étant donné le théâtre des opérations, devra être transporté en Crimée. Aux doutes du ministre sur la possibilité de trouver les fonds nécessaires à l'entreprise, Cavour répond : « L'Angleterre s'en chargera ». La Marmora déclare alors qu'ainsi l'armée piémontaise peut être considérée comme une armée mercenaire et exclut toute possibilité de dépendance vis-à-vis de la France ou de la Grande-Bretagne.
Ayant reçu les assurances appropriées de Cavour, le général est rassuré et l'accord entre les trois nations est signé le 26 janvier 1855. Les deux chambres du Parlement piémontais sont alors invitées à délibérer sur le projet de loi qui habilite le gouvernement à appliquer l'accord et à entrer en guerre. La Marmora prend part aux discussions en assurant que l'action militaire du royaume de Sardaigne sera celle d'un État indépendant non soumis aux commandements alliés. Lors de la séance du 8 février, répondant aux objections de certains députés, il a déclaré :
« Puisqu'il apparaît que j'aurai le grand honneur d'être appelé à commander notre corps expéditionnaire, je déclare sincèrement que j'aurais décliné cette très honorable mission s'il s'était agi d'une question de subvention ».
(Alfonso La Marmora à la Chambre des députés du Piémont le 8 février 1855.).

### L'expédition et les relations avec les généraux alliés
Alfonso La Marmora avait le devoir de pourvoir à l'expédition à la fois en tant que ministre de la guerre et en tant que chef du contingent à envoyer. Cette deuxième tâche avait d'abord été confiée au duc de Gênes, le frère du roi, et La Marmora devait être son chef de cabinet, mais la santé du duc s'est ensuite détériorée. Le 10 février 1855, le jour même où la Chambre approuve le traité d'alliance, le duc meurt et le commandement passe définitivement à La Marmora.
Il appelle autour de lui les hommes qu'il avait appris à connaître pendant la première guerre d'indépendance : à la tête de son état-major se trouve le colonel Agostino Petitti, et comme adjoint le major Giuseppe Govone. Il appelle son frère Alessandro et le général Giovanni Durando comme commandants des deux divisions mobilisées. Les modénais Manfredo Fanti et Enrico Cialdini et l'ancien papal Rodolfo Gabrielli di Montevecchio se voient confier des commandements de brigade.
Le 25 avril, le corps expéditionnaire, composé de 18 058 hommes et de 3 496 chevaux, part de Gênes. Le 29, la pirofregata (frégate à voile et à vapeur) Governolo appareille du même port avec La Marmora (qui avait confié le ministère de la Guerre à Giacomo Durando) et tous les officiers de son état-major. Entre-temps, la nouvelle de l'expédition s'était répandue dans toute l'Italie et pendant la traversée, sur les ordres de La Marmora, le Governolo entra dans le golfe de Naples, ralentit et salua la place avec son artillerie, qui répondit à la salve,.
Lorsqu'il arrive à Constantinople (aujourd'hui Istanbul), La Marmora est accueilli par une dépêche du commandant du corps britannique, Lord Raglan, qui l'invite à débarquer à Balaklava avec son contingent. Le général piémontais n'a pas apprécié le ton de la dépêche et a eu une conversation avec l'ambassadeur britannique Stratford Canning, avec qui il a clarifié son rang de commandement, qui aurait dû être égal à celui des autres généraux alliés. La Marmora établit immédiatement d'excellentes relations avec eux, principalement avec les Français François Canrobert et Louis-Jules Trochu, et avec le Britannique Colin Campbell, dont le camp jouxte celui du Piémont.

### Le choléra et la bataille de Cernaia

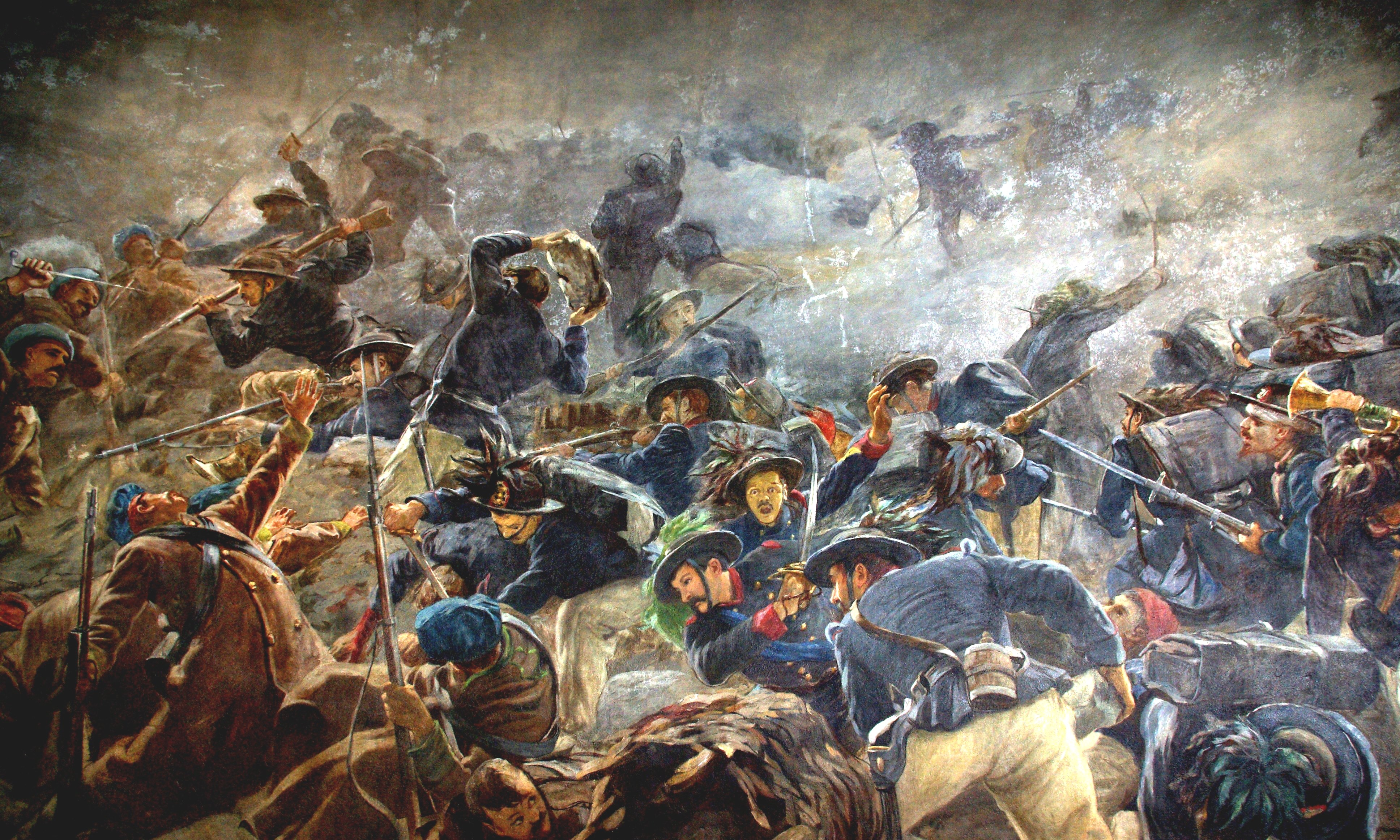
La Marmora a commandé les Piémontais lors de la bataille de Cernaia au cours de laquelle les Russes ont été vaincus.

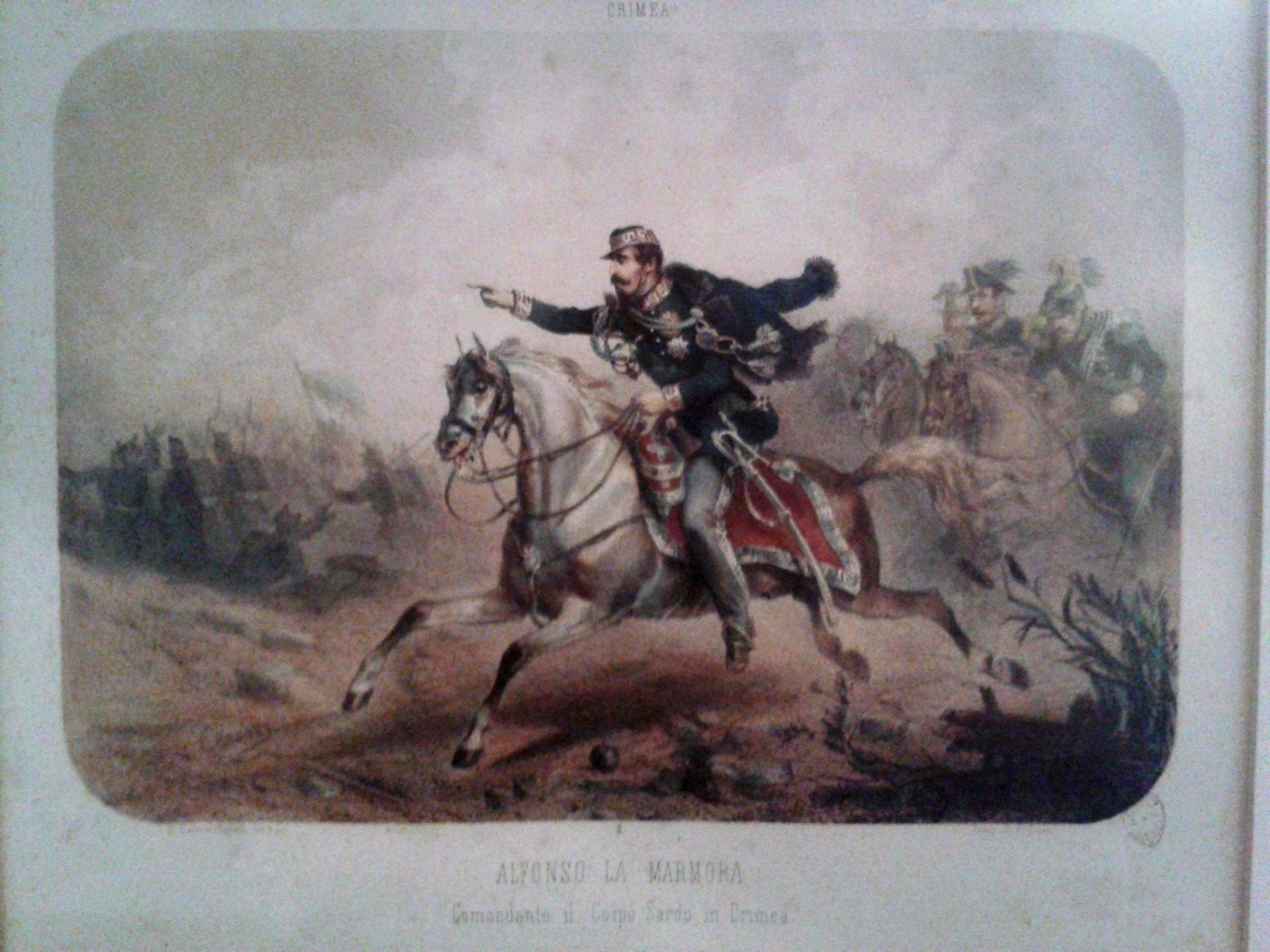
La Marmora sur le champ de bataille en Crimée dans une gravure de l'époque.

Après une courte escale à Constantinople, au début du mois de mai 1855, les Piémontais débarquent à Balaklava, dans la partie sud de la péninsule de Crimée, et de là, se rendent dans le village de Kadykoj, à côté des Britanniques. Mais ici, ils doivent immédiatement faire face à un ennemi qui fait déjà des victimes dans le contingent anglo-français : le choléra. Le 7 juin, il y avait déjà 869 malades de la maladie dans les corps piémontais et 387 morts, parmi lesquels, décédé la nuit précédente, le général Alessandro La Marmora, frère d'Alfonso.
Néanmoins, dans les mêmes jours, les Piémontais s'engagent sur la rivière Čërnaja (ou Cernaia) pour couvrir le gros des troupes anglo-françaises assiégeant Sébastopol. Un mois plus tard, le 5 juillet, les Alliés décident de les remplacer par les Turcs. La Marmora répond au commandant ottoman Omar Pascià qu'il a occupé les positions parce qu'elles lui ont été attribuées d'un commun accord et qu'il ne les abandonnera pas « sans raisons fondées et sans son assentiment au congrès [allié] » ; il s'adresse alors au commandant français Aimable Pélissier et fait révoquer l'ordre.
Après plusieurs semaines de calme relatif, à la mi-août, les Russes tentent de libérer Sébastopol de son siège par une forte attaque extérieure et se dirigent vers les positions de couverture sur Tchernaïa tenues par les Français et les Piémontais. Le 16 août, la bataille a lieu (Bataille de la Tchernaïa). La Marmora était sur place dès l'aube. La principale attaque russe se concentre sur l'aile gauche de la ligne alliée tenue par les Français, puis se propage vers le centre, tandis que les Piémontais sur la droite subissent une action mineure mais vigoureuse. Les hommes de La Marmora ont non seulement repoussé l'attaque mais ont également contribué à la résistance victorieuse des troupes françaises en visant le flanc des rangs russes avec leur artillerie. Les Piémontais ne subissent pas de lourdes pertes : 14 morts et 170 blessés (contre 181 morts et 1 200 blessés français), mais le général Montevecchio meurt des suites de blessures reçues dans la bataille.
L'annonce de la victoire est donnée à Turin par un télégramme de La Marmora à Cavour :

« Kadykoj, 16 août. Ce matin, les Russes ont attaqué les lignes de Cernaia avec 50 000 hommes. Notre mot d'ordre était « Roi et patrie ». Vous saurez ce soir par le télégraphe si les Piémontais étaient dignes de se battre aux côtés des Français et des Anglais. Ils étaient courageux. Le Brigadier Général Montevecchio est en train de mourir. Nous avons eu 200 morts et blessés. Les pertes russes sont considérables. Les dépêches françaises diront le reste.
(Alfonso La Marmora, télégramme au ministère de la Guerre du 16 août 1855). »

Grâce à cette expérience (principalement logistique), La Marmora est en mesure de vérifier la valeur de la nouvelle armée piémontaise, donnant à Cavour la possibilité d'être admis au congrès de Paris en 1856.

### Le voyage vers Paris et Londres

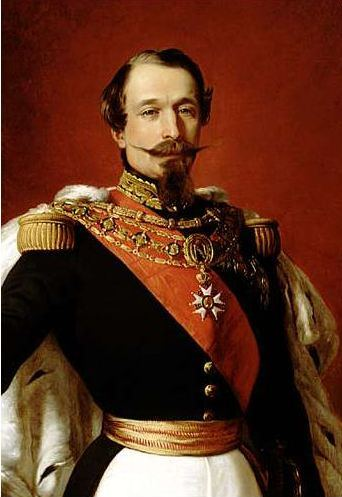
L'empereur français Napoléon III assure à La Marmora que le Piémont participera au congrès de paix au même titre que les grandes puissances.

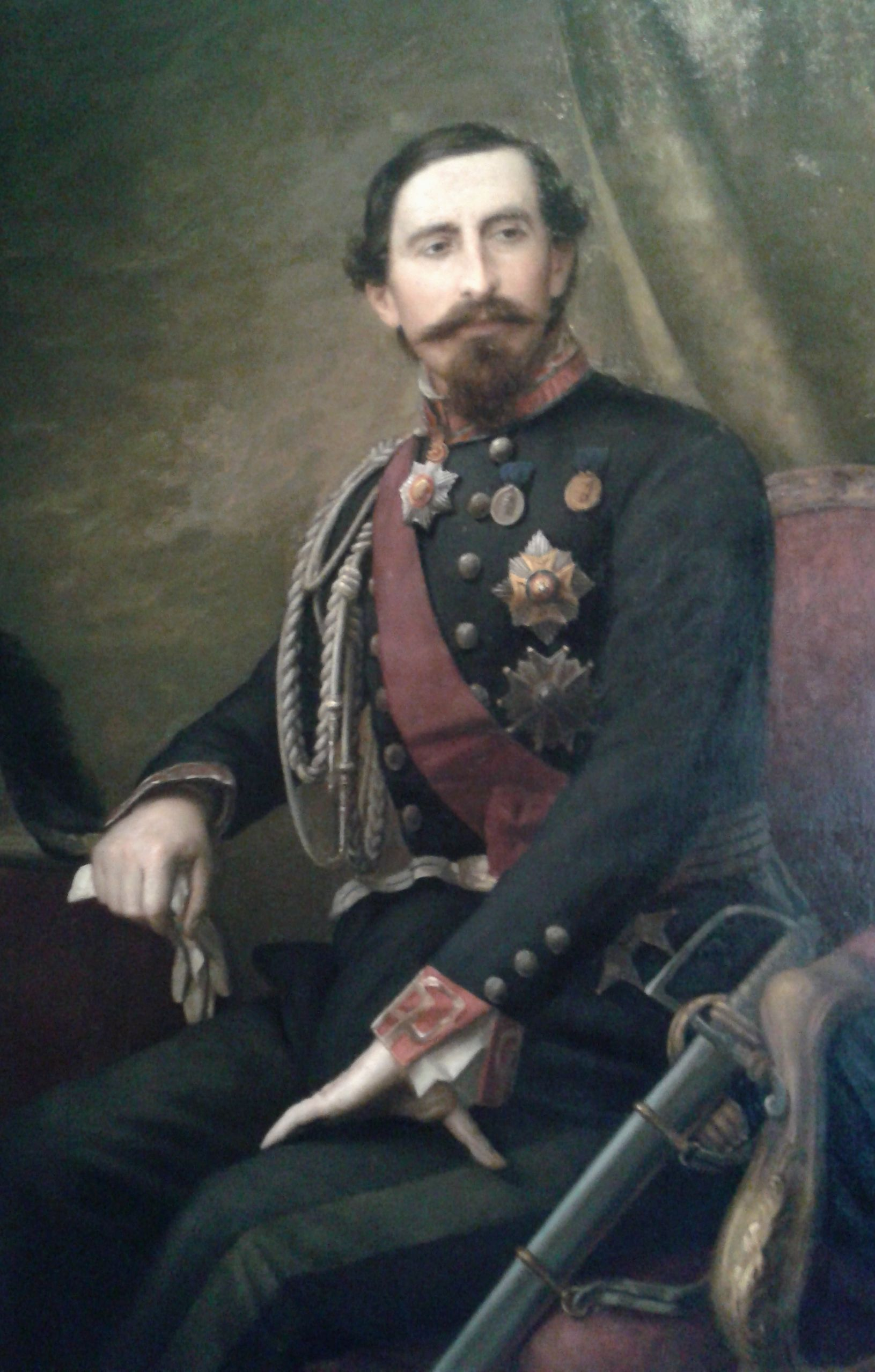
La Marmora est considérée comme largement responsable du succès du Piémont en Crimée.

Profitant d'une pause dans les opérations, les gouvernements de France et de Grande-Bretagne ont jugé bon de convoquer un conseil militaire à Paris, présidé par Napoléon III. La Marmora est appelée à participer et laisse le commandement provisoire au général Giovanni Durando. Sur son chemin de la Crimée vers la France, il fait escale à Turin où il est accueilli par Cavour, les diplomates des puissances alliées et une multitude de citoyens. Arrivé à Paris, au conseil militaire, il se prononce en faveur du transfert d'une partie des troupes sur le plateau d'Eupatoria et, de là, d'un déplacement vers le nord, vers l'isthme de Perekop, afin de couper les communications russes.
Il se rendit à Londres et là aussi de nombreuses expressions d'estime et de gratitude furent exprimées pour La Marmora par la reine Victoria, le premier ministre Palmerston, le ministre des affaires étrangères Clarendon, Lord Russell et bien d'autres.
Entre-temps, les préparatifs de la conférence de paix commencent et l'Autriche, qui oblige la Russie à garder une partie de son armée dans les Balkans et contribue ainsi à sa défaite imminente, rejette l'idée que les représentants piémontais soient admis au congrès sur un pied d'égalité avec ceux des grandes puissances. La Marmora, qui se trouve à Paris, souhaite s'entretenir avec le ministre français des affaires étrangères, le conservateur Alexandre Walewski, qui reste sur la même position que Vienne alors que le général lui a parlé « très clairement ». Cependant, le même jour, La Marmora, dépité, fut envoyé chercher par Napoléon III qui, après l'avoir entendu, lui assura que la position du Piémont au Congrès serait la même que celle des autres nations, et il en fut ainsi.
De retour en Crimée, La Marmora y reste jusqu'à la conclusion de la paix. Sur le chemin du retour, il s'est arrêté à Constantinople où il a reçu un accueil reconnaissant du sultan turc Abdülmecid Ier. Il a débarqué à Gênes, qu'il a pu visiter. Il débarque à Gênes, qui célèbre son arrivée dans l'enthousiasme et la joie, et lorsqu'il arrive à Turin, il est accueilli par Vittorio Emanuele II, avec qui il assiste à la distribution de médailles aux soldats.

## De la Crimée à la deuxième guerre d'indépendance
Pour le succès de la campagne de Crimée, La Marmora est promu général d'armée (generale d'armata). La reine Victoria de Grande-Bretagne lui décerne la Grand-Croix de l'Ordre du Bain, le sultan Abdülmecid la première classe de l'Ordre du Médjidié, la reine Isabelle II d'Espagne l'Ordre de Charles III, le roi Victor Emmanuel II l'Ordre militaire de Savoie, et Napoléon III, qui lui avait déjà décerné la Grand-Croix de la Légion d'honneur les années précédentes, le décore de la Médaille militaire.
En 1856, La Marmora est à nouveau chargée du ministère de la Guerre dans le deuxième gouvernement Cavour, en place depuis mai 1855. Dès qu'il reprend son rôle de ministre, dans l'intention de concilier les intérêts des finances avec ceux de l'armée, il s'engage dans deux dossiers principaux : la modernisation des fortifications d'Alessandria et le transfert de l'arsenal de Gênes à La Spezia. Les deux propositions ont été acceptées par le parlement et mises en œuvre.
La Marmora est constamment réélu dans la circonscription de Pancalieri, mais lors des élections pour la sixième législature en novembre 1857, il est préféré à un autre candidat. Heureusement, à Biella, bien qu'il ait refusé la candidature, le général a été inscrit sur les listes électorales à l'initiative de quelques partisans et il y a obtenu une victoire triomphale. La Marmora reste donc membre du parlement, une condition importante pour être ministre.

## Ministre pendant la deuxième guerre d'indépendance (1859)

### Le rôle dans la conclusion de l'alliance avec la France

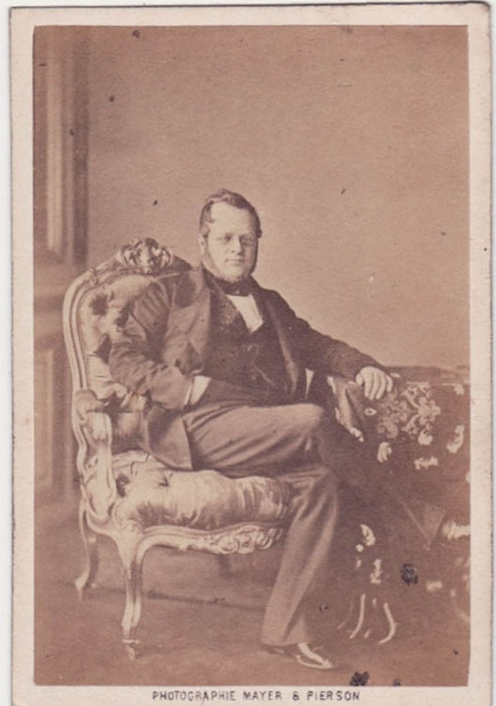
Cavour confirme La Marmora comme ministre de la guerre et le fait participer aux négociations de l'alliance avec la France.

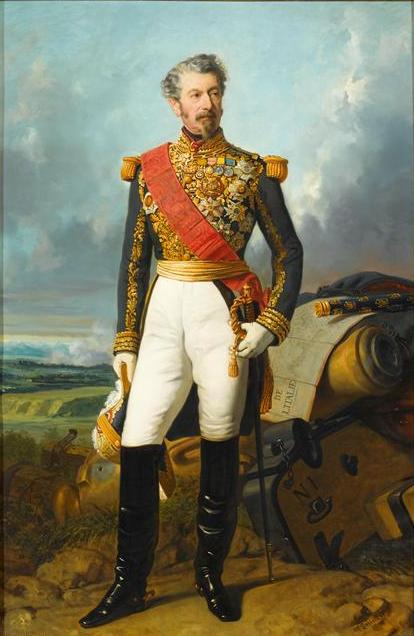
Le général français Adolphe Niel négocie le volet militaire de l'alliance avec La Marmora.

Entre-temps, Cavour et Napoléon III commencent à préparer la guerre contre l'Autriche : le premier dans le but d'étendre la domination savoyarde à toute l'Italie du Nord, le second dans le but d'accroître l'influence de la France dans la péninsule et d'acquérir la Savoie.
Lorsque Vittorio Emanuele II donne son accord à Cavour sur ce projet, la seule personne à qui le projet est révélé est La Marmora qui reçoit une lettre détaillée de Cavour après sa rencontre avec Napoléon III à Plombières. Dans la lettre envoyée de Baden-Baden le 24 juillet 1858, Cavour énumère tous les points de l'accord qui reprend déjà ceux de l'alliance franco-sarde conclue en janvier 1859.
À la même époque, en prévision de ce qui sera plus tard la deuxième guerre d'indépendance, Vittorio Emanuele II confère à La Marmora, en 1858, la plus haute distinction de la maison de Savoie : l'ordre suprême de la Très Sainte Annonciade..
La Marmora participe aux négociations pour la conclusion de l'alliance et est chargé de traiter avec le général français Adolphe Niel, qu'il avait rencontré en Crimée, sur le plan militaire. Une clause avait été incluse dans le texte de l'alliance qui, afin d'éviter les prétextes révolutionnaires, établissait l'interdiction pour les corps volontaires de participer à la guerre. La Marmora, qui souhaite que des combattants de toute l'Italie rejoignent la cause savoyarde, conçoit la formation du corps des chasseurs alpins, intégré à l'armée piémontaise. Cette initiative a permis de contourner la clause et de permettre aux hommes de Giuseppe Garibaldi de participer à la guerre.

### Le rôle dans le conflit avec l'Autriche
Ayant ignoré l'ultimatum de l'Autriche de démobiliser l'armée piémontaise à la frontière avec la Lombardie-Vénétie, la guerre éclate le 26 avril 1859. L'armée piémontaise était composée de cinq divisions, à la tête desquelles La Marmora avait placé leurs commandants respectifs. Deux étaient piémontais, Angelo Bongiovanni di Castelborgo (1802-1862) et Giovanni Durando ; et trois étaient originaires du duché de Modène : Manfredo Fanti, Enrico Cialdini (déjà commandants de brigade en Crimée) et Domenico Cucchiari. La Marmora se voit proposer le commandement conjoint de deux ou plusieurs divisions, mais il n'accepte pas, permettant à Vittorio Emanuele II, le commandant suprême, de disposer de ses troupes sans intermédiaire.

#### Épisodes de combat

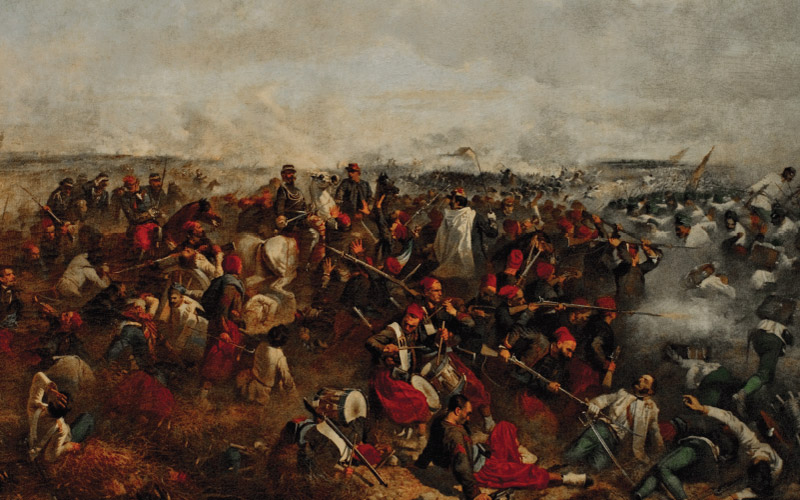
Bien qu'il n'ait pas commandé d'unités, lors de la bataille de Palestro La Marmora, il s'est exposé au feu ennemi qui a tué le cheval qu'il montait.

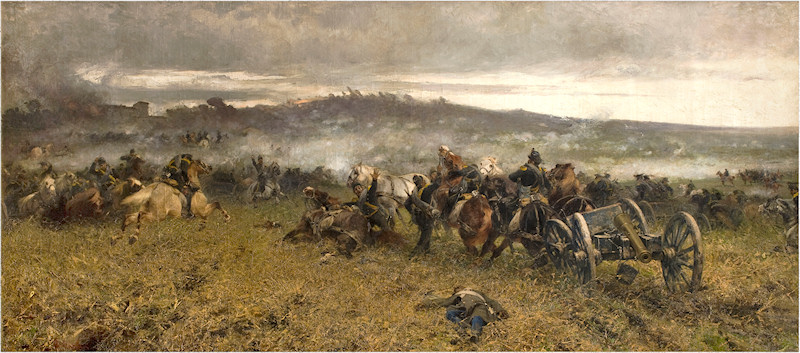
Dans le cadre de la bataille de Solferino et de San Martino, La Marmora reçoit deux brigades qu'il utilise lors de la troisième attaque sur la colline de San Martino.

La Marmora n'a donc pas eu de commandement dans le conflit, mais a contribué à plusieurs reprises, par son expérience et son autorité, à la victoire finale. L'un de ces épisodes s'est produit au cours des premiers jours de la guerre lorsque, en attendant l'armée française, le Piémont s'est retrouvé seul face à l'armée autrichienne. Les forces de Vittorio Emanuele II étaient stratégiquement situées dans la région d'Alessandria, prêtes à intervenir tant au nord qu'au sud.
Mais le 3 mai, le quartier général piémontais reçoit la nouvelle, qui s'avérera fausse par la suite, que les Autrichiens ont traversé le Pô dans la région d'Alessandria, mettant en danger les communications avec l'armée française qui arrive. Vittorio Emanuele II ordonne donc la retraite d'une partie de l'armée vers Acqui dans la nuit du 3 au 4. En apprenant la nouvelle, La Marmora explique au Roi les graves conséquences de l'abandon d'une position stratégique aussi avantageuse sans avoir la confirmation de la nouvelle, mais surtout il craint les graves conséquences politiques et le moral des troupes d'une retraite au début du conflit. Cependant, Vittorio Emanuele II reste ferme sur ses positions et ordonne à La Marmora de garder le silence,. À ce moment-là, le général français François Canrobert, présent au conseil de guerre (qui avait rencontré La Marmora en Crimée), intervient en donnant raison au ministre ; et Vittorio Emanuele II, après de nouvelles explications de La Marmora, décide de révoquer l'ordre. Ayant établi l'incohérence de la nouvelle, le lendemain, le roi remercia le ministre par lettre,.
Un autre épisode se produit le 31 mai, lorsque La Marmora contribue par son action et ses conseils avisés à la victoire piémontaise à la bataille de Palestro remportée par la 4e division du général Cialdini. Au cours de la bataille, le ministre a eu son cheval tué par le feu ennemi.
Même pendant la bataille de Solferino et de San Martino le 24 juin, La Marmora a toujours essayé d'être dans les endroits où sa présence pouvait être la plus utile. Dans l'après-midi, il reçoit l'ordre de Vittorio Emanuele II de prendre le commandement de plusieurs brigades qui participent au troisième assaut piémontais. En fin de compte, la contribution piémontaise à la victoire française est remarquable, mais il manque une action unifiée, car les commandants sont trois : Vittorio Emanuele II, son chef d'état-major Enrico Morozzo Della Rocca et La Marmora,.

## Le premier gouvernement de La Marmora (juillet 1859 - janvier 1860)

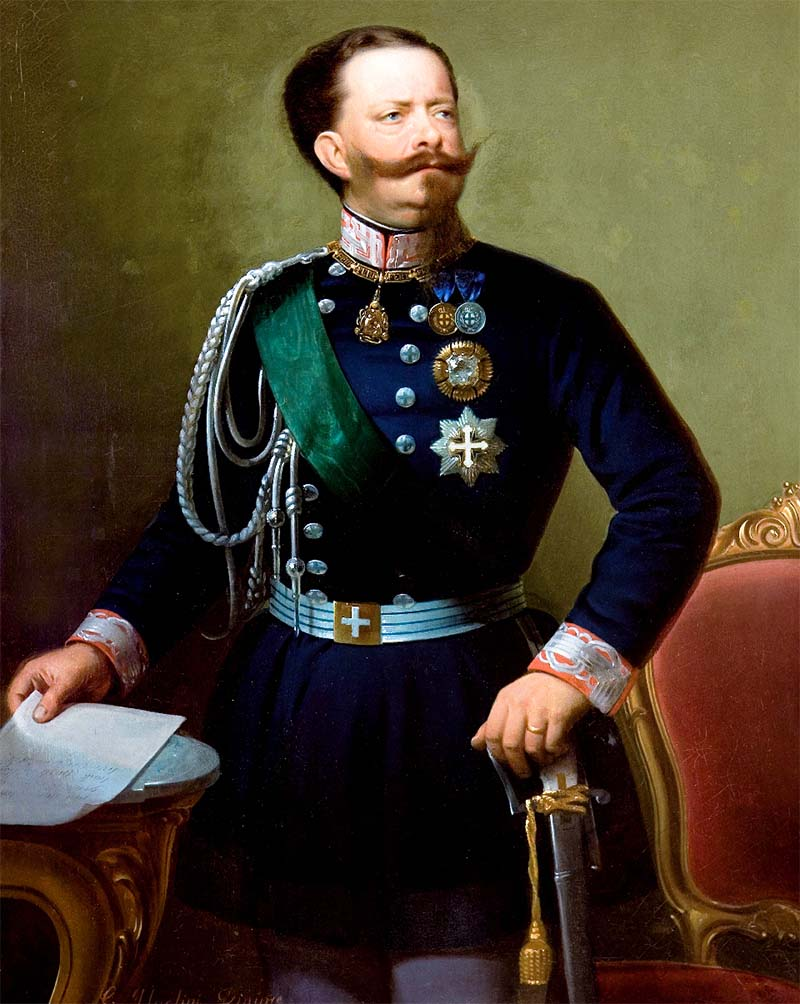
Après la démission de Cavour, Vittorio Emanuele II confie à La Marmora la tâche de former son premier gouvernement.

Après la victoire de Solferino et San Martino, l'empereur Napoléon III, inquiet des intentions menaçantes de la Prusse sur le Rhin, rencontre Francesco Giuseppe à Villafranca et signe un armistice le 11 juillet 1859. Victor Emmanuel II, malgré lui, accepte l'accord. Pour le Piémont, la perspective de la libération de l'ensemble de l'Italie du Nord s'évanouit et seule l'acquisition de la Lombardie se profile. Cavour, quant à lui, se déclare opposé à la paix et démissionne de la présidence du Conseil.
Pour gérer la situation, La Marmora est appelé à la tête du gouvernement et, bien qu'il ne se sente pas à la hauteur de la tâche, il accepte et forme son premier exécutif. Le moment était difficile car les souverains des petites monarchies du centre-nord de l'Italie avaient été évincés par des gouvernements pro-Piémont, tandis que la paix de Zurich qui suivait l'armistice de Villafranca, prévoyait non seulement la cession de la Lombardie par l'Autriche, mais aussi la réintégration de ces souverains. C'est un fait que dans le duché de Modène, dans le duché de Parme, dans le grand-duché de Toscane et dans la légation papale de Bologne, des gouvernements libéraux avaient été mis en place, que Turin ne voulait pas abandonner et que Cavour avait exhorté à défendre contre les attaques possibles des anciens dirigeants.
La possibilité d'une intervention française ou autrichienne, même indirecte, en faveur de la Restauration ne pouvait être exclue. Dans une situation aussi complexe, le gouvernement de La Marmora, politiquement très hétérogène, s'est avéré plutôt faible. Le président du Conseil et le ministre des Affaires étrangères Dabormida ont mené une politique de prudence conforme à Napoléon III. Même Urbano Rattazzi, ministre de l'Intérieur, l'homme le plus politiquement influent de l'exécutif, ne s'est pas opposé à cette politique.
Entre-temps, les gouvernements pro-piémontais demandent à être autorisés à envoyer des députations à Turin pour l'annexion de leurs territoires au royaume de Sardaigne, une situation qui embarrasse encore plus La Marmora, qui propose à l'ancien président du Conseil Massimo d'Azeglio de le remplacer. D'Azeglio refusa et La Marmora se tourna vers Cavour, trouvant en lui le seul personnage capable de résoudre la situation délicate.
Le 21 janvier 1860, Cavour signe le troisième gouvernement et, en peu de temps, le nouveau Premier ministre parvient à résoudre toutes les questions en suspens : le royaume de Sardaigne (en plus de la Lombardie) acquiert les duchés (de Modène et de Parme), le grand-duché de Toscane et la légation de Romagne, compensant ainsi la France pour l'aide militaire fournie avec la Savoie et Nice.

## Entre le premier et le deuxième gouvernement La Marmora (1860-1864)
Après le retour de Cavour à la présidence du Conseil, La Marmora, le 25 mars 1860, est appelé au service militaire actif et se voit confier le 2e corps d'armée (à Milan), celui qui affrontera immédiatement l'ennemi en cas d'invasion autrichienne,.
Mais ce sont des événements tels que l'expédition des Mille et l'acquisition des Marches papales et de l'Ombrie au royaume de Sardaigne qui ont mobilisé l'attention à cette époque. Dans ce contexte de formation du royaume d'Italie, La Marmora est envoyée à Berlin à l'occasion de l'accession au trône du roi Guillaume Ier de Prusse. Cette visite, qui a lieu en janvier 1861, est souhaitée par Cavour qui espère une alliance italo-prussienne dans une optique anti-autrichienne. Au même moment, La Marmora, candidat aux élections de la huitième législature, est réélu au siège de Biella.
A ce moment-là, Cavour était en train de gouverner avec son quatrième gouvernement. Manfredo Fanti est nommé ministre de la Guerre, qui doit réorganiser l'armée à la suite de la naissance du royaume d'Italie le 17 mars 1861. Fanti, pour faire face au manque d'officiers supérieurs, est obligé d'augmenter le nombre de soldats dans les bataillons et les régiments, brisant ainsi l'une des règles de la réforme de La Marmora, qui voulait des unités petites et mobiles. C'est pourquoi, le 23 mars 1861, La Marmora demande à la Chambre de voter une motion de censure contre le gouvernement. La manœuvre échoue, mais déjà en 1862 le nouvel ordre de Fanti est modifié et il y a un retour à des régiments de quatre bataillons avec quatre compagnies chacun.
Entre-temps, le 6 juin 1861, Cavour meurt : la politique italienne de l'époque perd la direction de son plus grand homme d'État. Vittorio Emanuele II confie la tâche de former son premier gouvernement à Bettino Ricasoli.

### Commandant du 6ecorps à Naples

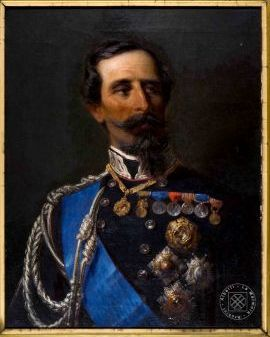
Entre 1861 et 1864, La Marmora remporte un succès considérable dans la lutte contre le banditisme méridional.

Le nouveau gouvernement s'engage à s'attaquer aux graves problèmes d'une Italie unie : la situation économique délicate et le brigandage méridional. En ce qui concerne ce dernier problème, en dix mois, l'expérience de quatre lieutenances avait été menée à Naples et Ricasoli décida de mettre fin à cette institution qui n'avait pas apporté les résultats escomptés. Le dernier lieutenant avait été le général Enrico Cialdini, qui avait été accusé de mener des opérations avec une violence excessive.
C'est pourquoi, en octobre 1861, La Marmora est envoyé par le gouvernement pour prendre le commandement du 6e corps d'armée à Naples, qui étend sa juridiction à toutes les régions du sud. En même temps, il est également nommé préfet de Naples et de sa province,.
La Marmora avait compris que contre le brigandage les moyens militaires seuls étaient insuffisants et que des interventions politiques étaient également nécessaires. Il s'est chargé, par exemple, de sensibiliser à la fois le gouvernement italien et les autorités françaises qui défendaient les États pontificaux sur place. L'un des principaux problèmes était que les brigands poursuivis s'abritaient à l'intérieur des frontières de l'Église et que rien ne pouvait être fait contre eux. Les négociations ouvertes n'ont cependant pas atteint leur but.

#### L'entreprise de Garibaldi à Aspromonte

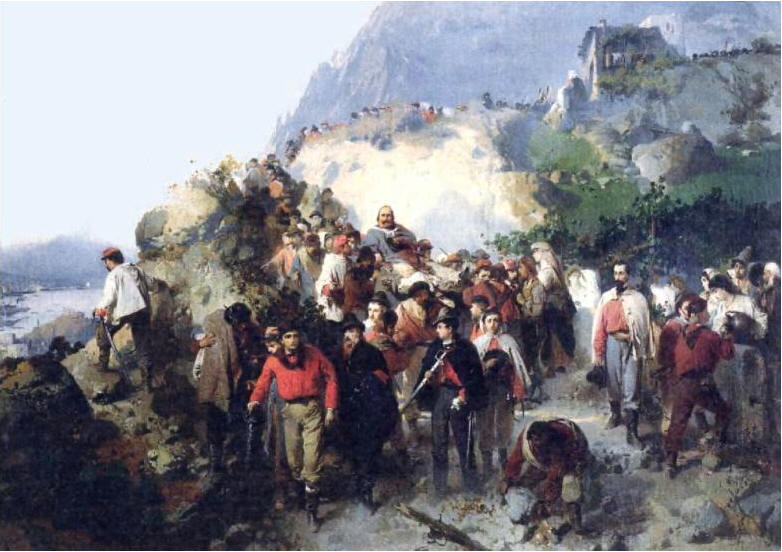
Afin d'éviter une guerre avec la France, qui protégeait le pape, La Marmora décida en 1862 d'arrêter Garibaldi qui avait décidé de libérer Rome : la journée de l'Aspromonte en fut le résultat.

Entre-temps, le 3 mars 1862, le gouvernement Ricasoli est remplacé par Urbano Rattazzi. Le nouvel exécutif doit immédiatement faire face à divers problèmes, dont celui de Giuseppe Garibaldi, qui est déterminé à chasser les Français et le pape de Rome. Cette tentative, qui aurait pu conduire à une guerre avec la France, se produit lorsque, le 25 août, le héros des deux mondes débarque à la tête de 3 000 hommes en Calabre.
La Marmora, en tant que commandant de l'armée dans cette partie de l'Italie, déterminé à ne permettre à personne de remplacer le roi à la tête de l'achèvement de l'unité nationale, ordonne que Garibaldi soit arrêté. Ces ordres ont conduit à la « journée de l'Aspromonte » le 29 août. En tant que préfet de Naples, il ordonne également le maintien de la paix publique, mais exagère dans son zèle lorsqu'il ordonne l'arrestation de quelques députés sympathisants de Garibaldi ; pour cet épisode désagréable, il assume l'entière responsabilité.

#### La lutte contre le banditisme

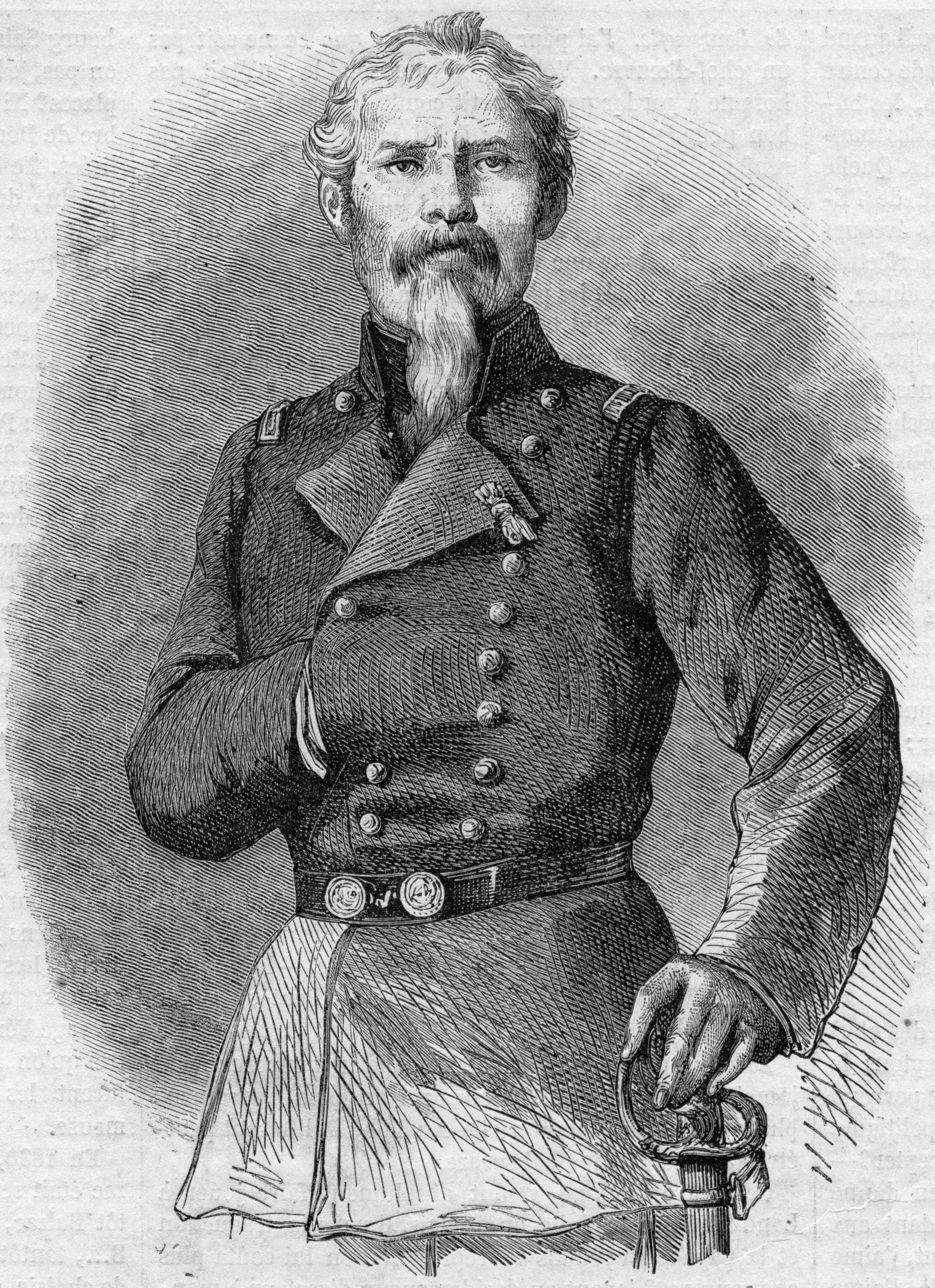
La capture de l'ancien général espagnol José Borges a été le succès le plus important de La Marmora dans la lutte contre le banditisme.

Entre-temps, le phénomène du banditisme s'était étendu à diverses régions de l'Italie du Sud. Elle était surtout présente à Capitanata, Basilicata, Benevento et dans la Terra di Lavoro. La Marmora prescrit une activité continue aux troupes et fait preuve d'une rigueur inflexible dans ses mesures contre les soldats coupables à ses yeux de faiblesse ou d'ineptie. Il était opposé aux négociations avec les brigands et quittait fréquemment Naples pour effectuer des patrouilles en personne. Il est critiqué et accusé d'être centralisateur; il répond qu'il a divisé le territoire en zones et sous-zones, dont les commandants sont incités par lui à prendre l'initiative la plus vigoureuse et félicités lorsqu'ils savent la prendre au bon moment.
Parmi les succès de la période de La Marmora figure la capture à la frontière papale de l'ancien général espagnol José Borges, qui avait été engagé par François II de Bourbon en exil pour reconquérir le royaume perdu et s'était distingué dans de nombreuses opérations de guerre avec le chef de bande lucanien Carmine Crocco. Après sa reddition, et sans procès, Borges est fusillé par les Bersaglieri le 8 décembre 1861. Cette loi a été critiquée par les libéraux, et pas seulement par les Italiens.

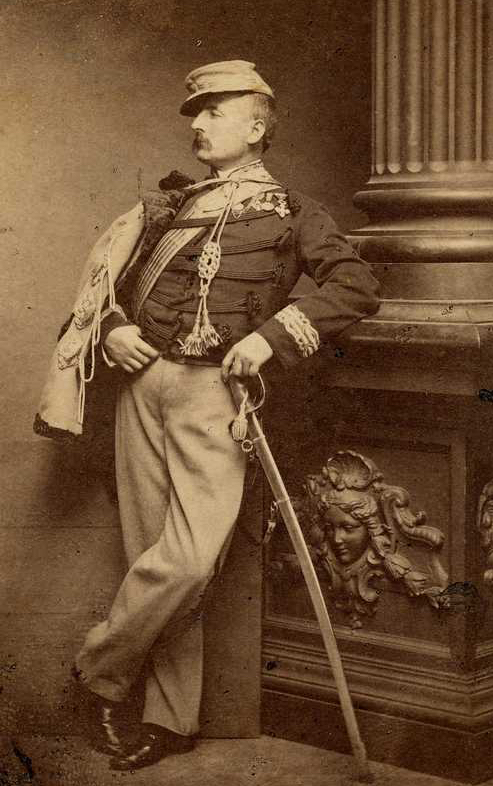
Nino Bixio était l'un des membres de la commission parlementaire qui devait juger les actions de La Marmora dans le Mezzogiorno.

Dans ces circonstances et compte tenu de la persistance du phénomène, ainsi que pour trouver une solution au problème qui a fait l'objet de nombreux débats parlementaires, le Premier ministre Urbano Rattazzi a demandé à La Marmora de fournir des éclaircissements au gouvernement. La Chambre des Députés, en son nom propre, a décidé à la quasi-unanimité d'une enquête sur le banditisme. Les neuf députés choisis pour former la commission d'enquête sont : Giuseppe Sirtori, Achille Argentino, Antonio Ciccone, Donato Morelli et Giuseppe Massari pour la droite ; Nino Bixio et Stefano Castagnola pour le centre-gauche ; Stefano Romeo et Aurelio Saffi pour la gauche.
La commission, qui devait inévitablement être formée aussi pour évaluer et juger l'œuvre de La Marmora, fut constituée le 17 décembre 1862 et se rendit à Naples. La Marmora a été interrogé pendant deux jours consécutifs et sur le chemin des dépositions, par respect pour les députés, il portait son uniforme. Il a répondu à toutes les questions sans réticence, en pointant le doigt accusateur à la fois sur le gouvernement du pays et sur la population. La commission quitte Naples et se déplace, toujours escortée par les hommes de La Marmora, vers les zones où sévit le brigandage. Elle a conclu ses travaux après des mois d'enquête et a fait, entre autres observations dans le rapport final, l'éloge unanime de l'armée et de son commandant,.

### Contre la Convention de septembre
Le soutien que les brigands recevaient des États pontificaux liait la question du brigandage à celle de Rome et, au début de l'année 1864, alors que la santé du pape Pie IX semblait se détériorer, La Marmora écrivit au Premier ministre Marco Minghetti pour lui conseiller de profiter de cette circonstance pour résoudre le problème de Rome. La Marmora propose de partir pour Paris et de négocier avec Napoléon III qui a hérité des régimes précédents la tâche de défendre les États pontificaux.
Minghetti soutient l'idée (tirée d'un plan de Cavour) d'une convention avec la France qui verrait l'Italie déplacer sa capitale de Turin à une autre ville que Rome, déclarant qu'elle renoncerait à cette dernière. En contrepartie, la France démobilisera ses troupes des États pontificaux. La Marmora est d'accord mais, contrairement à Minghetti, plaide pour une rectification des frontières en faveur de l'Italie.
Il part pour Paris en mission d'information et s'entretient longuement avec Napoléon III le 15 août 1864 et le lendemain avec son ministre des Affaires étrangères Édouard Drouyn de Lhuys. Le 15 septembre, une convention (convention de septembre) est rédigée dans laquelle les partis acceptent le plan de Minghetti, sans modification des frontières : La Marmora s'y oppose fondamentalement. De la même opinion étaient les habitants de Turin, qui se voyaient privés de la capitale et se rebellaient.
Dans la révolte, l'armée agit de manière décisive, provoquant le soi-disant massacre de Turin, qui est suivi par la chute du gouvernement Minghetti et la convocation par Vittorio Emanuele II de La Marmora pour former un nouvel exécutif. Atteint en Suisse par le télégramme du roi, La Marmora se rend immédiatement à Turin.

## Les deuxième et troisième gouvernements de La Marmora (1864-1866)
La Marmora se prépare à diriger son deuxième gouvernement, composé des Piémontais Alfonso Petitti, Giovanni Lanza et Quintino Sella, ainsi que des Lombards Luigi Torelli et Stefano Jacini, et des méridionaux Giuseppe Vacca et Giuseppe Natoli. Le 28 septembre 1864, l'exécutif est formé et La Marmora assume non seulement la présidence du Conseil mais aussi le ministère des Affaires étrangères.

### La gestion de la Convention de septembre
L'engagement initial de l'exécutif est orienté vers la pacification nationale à la suite des événements de Turin et du transfert de la capitale de cette ville à celle choisie pour la remplacer : Florence. La Convention de septembre, en ordonnant la démobilisation des troupes françaises des États pontificaux, rapproche la dissolution de la question romaine. Les Français, quant à eux, accusent les Italiens de comploter l'annexion de Rome et le ministre des affaires étrangères Drouyn de Lhuys envoie une note de protestation au gouvernement de La Marmora. Par l'intermédiaire de l'ambassadeur à Paris, La Marmora répond le 7 novembre:
« [...] Mais il n'est pas moins vrai que l'Italie a pleine confiance dans l'action de la civilisation et du progrès, dont la puissance seule suffira, nous en sommes convaincus, à réaliser ses aspirations. [...] L'Italie déclare de la manière la plus explicite que si ces aspirations devaient se réaliser, ce ne serait certainement pas en raison de la violation du traité [de la Convention de septembre] par son gouvernement. [...] Les aspirations d'un pays sont un fait qui appartient à la conscience nationale, et qui ne peut en aucune façon faire l'objet d'une discussion entre deux gouvernements, quels que soient les liens qui les unissent. [...] Il me reste à évoquer [...] depuis que S.E. Monsieur Drouyn de Lhuys a pris l'initiative, la possibilité d'une révolution qui éclaterait spontanément à Rome et renverserait le pouvoir temporel du Saint Père. Le ministre impérial des Affaires étrangères [français] réserve à la France une entière liberté d'action dans cette affaire : l'Italie de son côté fait, comme il se doit, la même réserve ».
(Extrait de la note de La Marmora à l'ambassadeur d'Italie à Paris Costantino Nigra du 7 novembre 1864).
Bien qu'il ne l'ait pas approuvé au départ, La Marmora défend la Convention de septembre parce que le roi l'a acceptée et qu'il aurait été fatal de revenir en arrière. Il a défendu ce point de vue dans un discours au Parlement le 12 novembre et les deux chambres ont approuvé le projet de loi visant à rendre la Convention effective. La capitale est alors déplacée de Turin à Florence.

### L'unification de l'administration et du code civil
Pendant le second exécutif de La Marmora, l'unification législative de l'ensemble du royaume d'Italie se poursuit. Les années précédentes, l'unification douanière, monétaire, financière et scolaire avait été réalisée. Avec la loi du 20 mars 1865, l'unification de l'administration est réalisée et avec celle du 20 avril l'unification du code civil (Codice civile de 1865), tandis qu'il n'est pas possible d'unifier le code pénal, car la Chambre des députés est contre la peine de mort et le Sénat, comme La Marmora, y est favorable,.

### La reconnaissance de l'Italie par l'Espagne

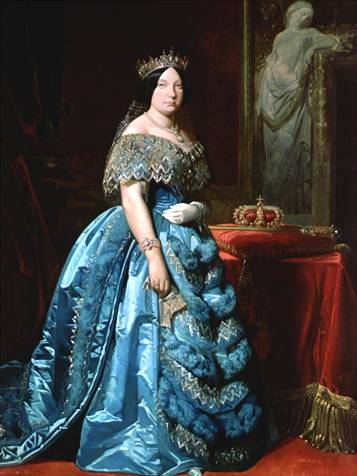
Poussée par La Marmora, la reine Isabelle II d'Espagne ouvre en 1864 la voie à la reconnaissance du royaume d'Italie, abandonnant son soutien antérieur aux États pontificaux et aux pro-bourbonistes[95] La reconnaissance du royaume d'Italie par l'Espagne est un succès.

Plus personnel à La Marmora est le succès qui a conduit l'Espagne à reconnaître l'Italie. En 1864, en effet, l'Espagne catholique et bourbonienne, en raison des pertes territoriales du pape et de la disparition du royaume des Deux-Siciles, n'avait pas encore reconnu le royaume d'Italie.
La Marmora considère les effets positifs qu'aurait la reconnaissance : l'affaiblissement international de l'État pontifical et la possibilité d'accélérer la résolution de la question romaine. Aussi, lorsqu'il apprend qu'après la Convention de septembre, la méfiance de l'Espagne à l'égard de l'Italie s'est accrue, il fait remarquer qu'en reconnaissant l'Italie, l'Espagne se réconcilierait avec l'opinion libérale de l'Europe, retirant à l'opposition intérieure une arme contre le gouvernement de la reine Isabelle II.
À Madrid, La Marmora bénéficie du soutien de l'une des principales figures de l'opposition espagnole, Salustiano Olózaga (1805-1873), qui approuve publiquement le traité de la Convention de septembre. Ainsi, dans son discours inaugural devant le Parlement à la fin du mois de décembre 1864, la reine ne fait aucune allusion au pouvoir temporel du pape, mais utilise pour la première fois le mot « Italia ».
Entre-temps, des représentants du pape et de l'ancien roi du royaume des Deux-Siciles François II (parent de la reine d'Espagne) ont entrepris des démarches pour dissuader Isabelle II d'accepter la reconnaissance. Le ministre espagnol des Affaires étrangères, Manuel Bermúdez de Castro y Díez (1811-1870), opte pour une formule de reconnaissance de précaution. Mais La Marmora demande la pleine reconnaissance du royaume d'Italie, comme l'ont fait d'autres nations catholiques telles que le Portugal et la Belgique.
Le 5 juillet 1865, le général affirma que la reconnaissance signifiait essentiellement le rétablissement des relations diplomatiques et que les faits avaient déjà suffisamment prouvé que les intérêts religieux n'étaient pas compromis par la constitution de l'Italie en tant que nation et, en outre, que la Convention de septembre ne concernait que les deux parties contractantes. Bermúdez de Castro ne semble d'abord pas convaincu par les déclarations de La Marmora, mais après un examen plus approfondi, il les juge satisfaisantes et donne ainsi le feu vert à la reconnaissance du royaume d'Italie. C'est un succès remarquable de la politique italienne et un coup dur pour les réactionnaires cléricaux du pays.

### Crises gouvernementales
Entre-temps, le ministre de l'Intérieur Giovanni Lanza a démissionné le 1er septembre 1865 en raison de divergences avec le ministre des Finances Quintino Sella. La Marmora demande alors à Giuseppe Saracco de le remplacer, mais celui-ci refuse. Au lieu de cela, après quelques jours d'hésitation, Giuseppe Natoli, ministre de l'Éducation, accepte et prend en charge le ministère de l'Intérieur.
Ayant empêché la chute du gouvernement, La Marmora attend les résultats des prochaines élections, qui ont lieu en septembre et ouvrent la deuxième législature depuis la naissance du royaume d'Italie (la neuvième depuis le Statuto albertino). Les résultats ne donnent pas la possibilité de former une majorité solide et une période de sessions agitées et orageuses commence. Les mesures de Quintino Sella visant à lutter contre le déficit ont rencontré une vive opposition. À tel point que le ministre des Finances est contraint de démissionner et avec lui, le 31 décembre 1865, tous les membres du gouvernement,.
La Marmora se rendit auprès du roi, qui accepta sa démission et, désireux de poursuivre la direction politique du gouvernement démissionnaire, invita le général lui-même à former le nouvel exécutif. Le problème à résoudre est le nom du ministre des finances qui devra faire face non seulement à une situation économique terrible, mais aussi à l'approche d'une nouvelle et coûteuse guerre avec l'Autriche. La Marmora demande à Antonio Scialoja d'assumer cette lourde tâche et le 5 janvier 1866, il accepte. Avec Scialoja, La Marmora choisit le nouveau ministre de la Justice qui est Giovanni De Falco, originaire de Campanie comme Scialoja. C'est ainsi que fut formé le troisième gouvernement La Marmora, dont les membres comprenaient certains ministres du gouvernement précédent, ainsi que le Piémontais Domenico Berti pour l'éducation publique et l'industrie, et le général Ignazio De Genova di Pettinengo pour la guerre.

### Négociations en vue d'une alliance avec la Prusse

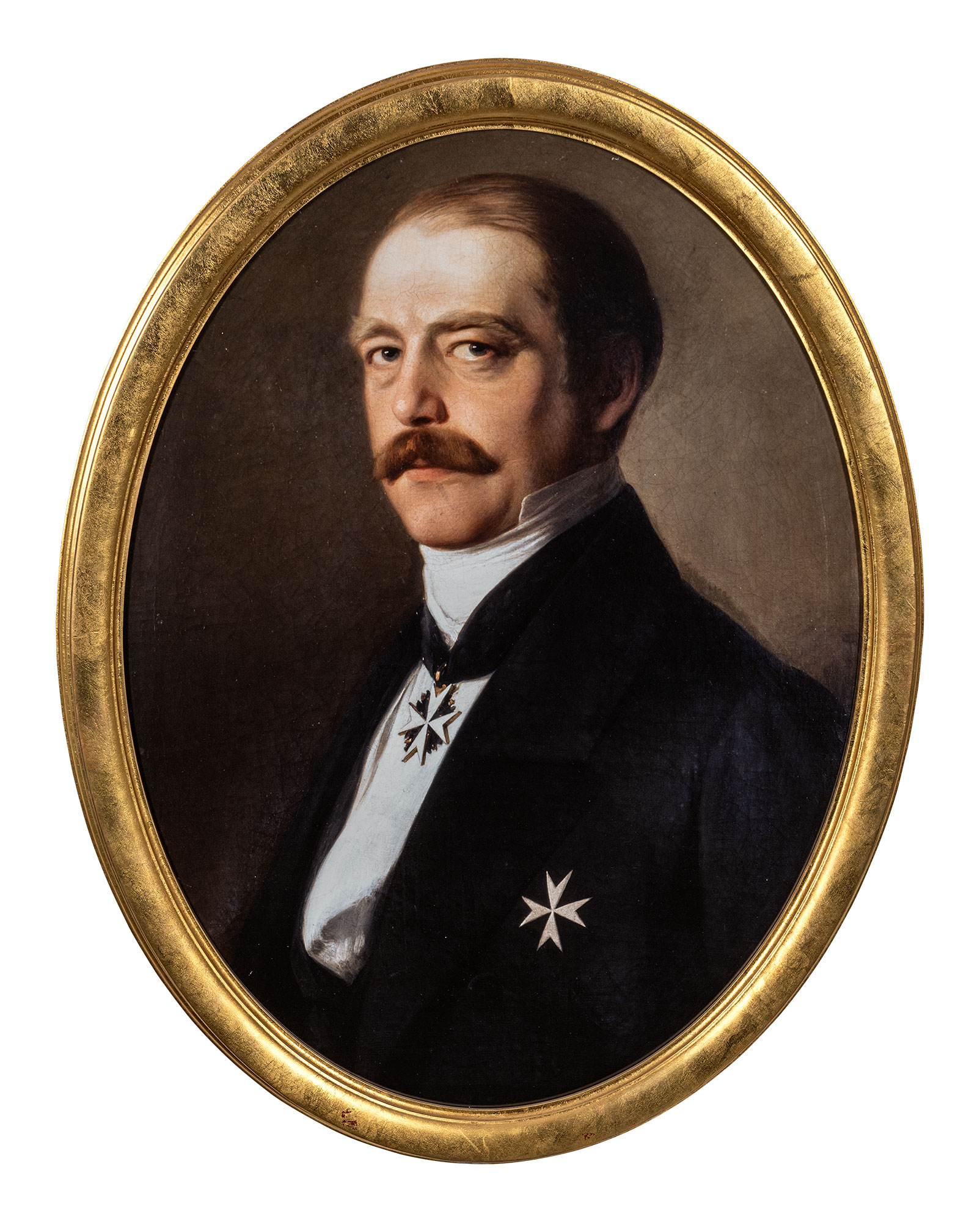
Le chancelier prussien Otto von Bismarck a proposé à l'Italie une alliance contre l'Autriche en 1866.

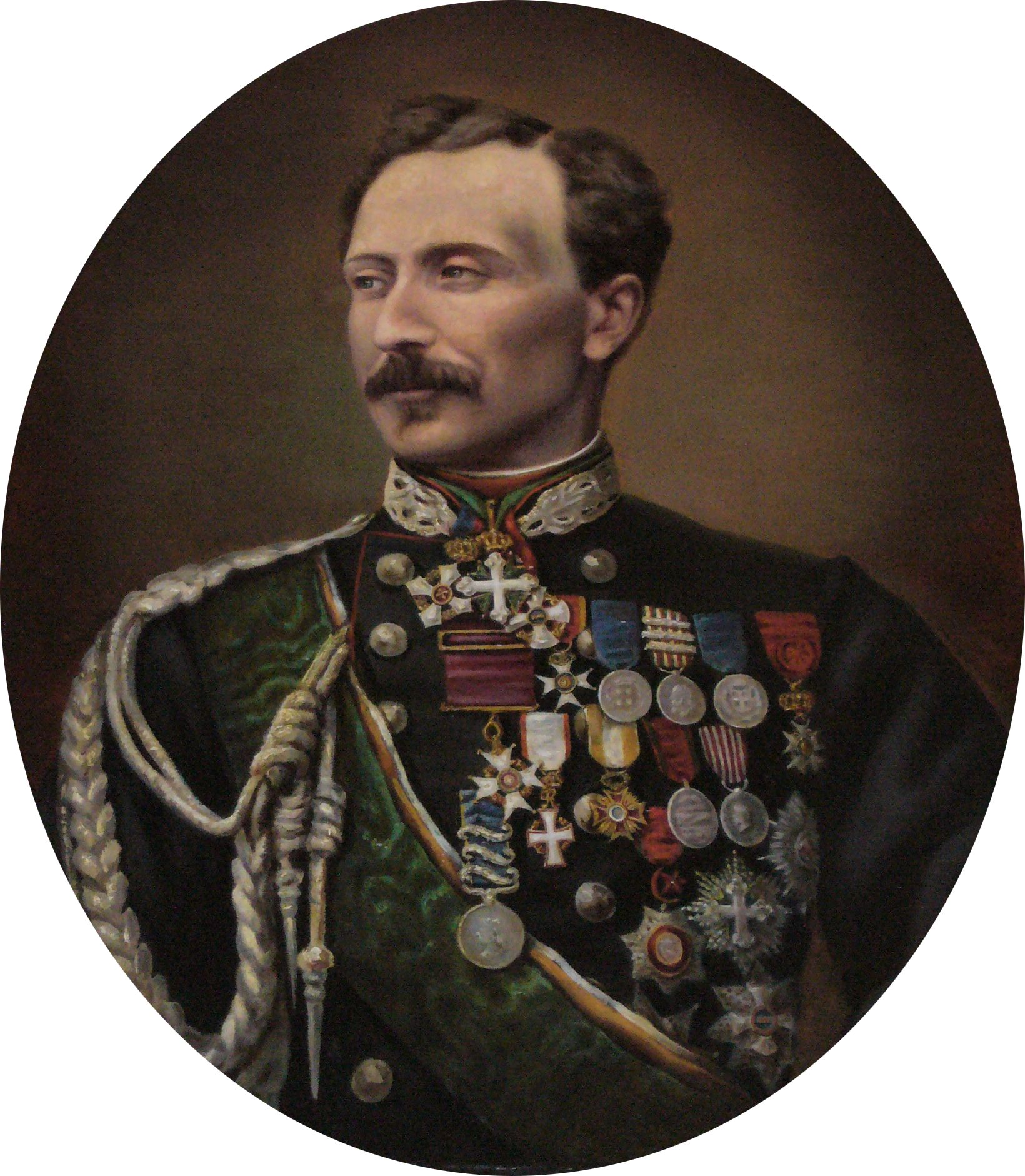
La Marmora a envoyé un de ses hommes de confiance, le général Giuseppe Govone, à Berlin.

En Europe, pendant ce temps, le moment est venu de déclencher une nouvelle guerre contre l'Autriche. La Prusse du chancelier Otto von Bismarck se montre de plus en plus intolérante à l'égard de la tutelle autrichienne sur l'Allemagne, établie par le congrès de Vienne en 1815.
Bismarck voulait la guerre et, comme il pouvait compter sur la neutralité de la Russie et de la Grande-Bretagne, il s'assurait que la France aussi n'interviendrait pas au nom de l'Autriche.
L'Italie aussi aspire à une épreuve de force avec l'Autriche afin de parachever son unité nationale et, dès le début du mois d'octobre 1865, La Marmora avait autorisé le comte Alessandro Malaguzzi Valeri (- 1896) à négocier avec Vienne la cession de la Vénétie à l'Italie en échange d'un milliard de lires, pouvant compter sur l'existence d'un parti autrichien favorable à un tel accord. Mais la mission a échoué.
En février 1866, la question revient sur le tapis lorsque Bismarck demande au gouvernement italien un échange d'officiers supérieurs pour s'occuper des questions militaires. Il semble que la Prusse ait décidé d'attaquer l'Autriche et veuille s'assurer le soutien de l'Italie. La Marmora envoie le général Giuseppe Govone qui, cependant, revient chez lui avec une proposition de Bismarck plutôt générique et qui semble n'être qu'une manœuvre politique contre l'Autriche.
Entre-temps, une autre occasion de résoudre la question par la voie diplomatique a également échoué. En février, la possibilité s'était ouverte que l'Autriche, en raison des troubles qui avaient éclaté dans les Principautés danubiennes (la future Roumanie), puisse acquérir ces territoires. En contrepartie, elle aurait cédé la Vénétie à l'Italie. Mais la Russie et la Grande-Bretagne s'y opposent. D'autre part, La Marmora aussi avait de nombreux doutes sur la faisabilité de l'échange ; le sentiment d'indépendance qui avait été l'un des dogmes du Risorgimento et le maintien des intérêts italiens dans les Balkans s'y opposaient.
En France, pendant ce temps, si le ministre des affaires étrangères, Drouyn de Lhuys, continue à avoir une attitude pro-autrichienne, en revanche Napoléon III encourage le gouvernement italien à conclure le traité, bien que générique, avec la Prusse. L'action de l'empereur français est décisive et le 28 mars 1866, La Marmora télégraphie à l'ambassadeur d'Italie à Berlin, Giulio Camillo De Barral de Monteauvrand (1815-1880), l'impression favorable que le traité proposé par Bismarck a rencontré à Florence.
Après avoir reçu le mandat de Vittorio Emanuele II, La Marmora avait géré les négociations dans le plus grand secret : parmi les ministres, seul Stefano Jacini en avait eu connaissance et même l'ambassade de Prusse à Florence n'en avait pas été informée. C'est également lui qui a eu l'idée d'envoyer le comte Francesco Arese à Paris, dont la mission a reçu un avis si encourageant de la part de Napoléon III.

### Le traité d'alliance avec la Prusse et ses pièges

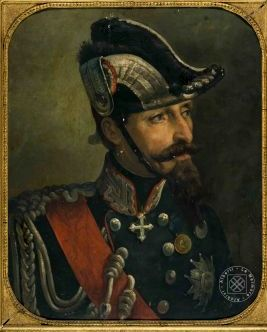
Après la signature de l'alliance prusso-italienne, l'Autriche offre la Vénétie à l'Italie si celle-ci renonce à la guerre : La Marmora refuse.

L'Italie à l'époque où La Marmora était Premier ministre, au début de la troisième guerre d'indépendance.

Le traité italo-prussien est signé le 8 avril 1866. L'alliance offensive et défensive stipulait en détail que si la Prusse attaquait l'Autriche, celle-ci serait également attaquée immédiatement par l'Italie. Rien, cependant, n'a été dit sur une éventuelle attaque préventive de l'Autriche contre l'Italie.
Interrogé sur ce dernier point par Govone, Bismarck confirme que la Prusse n'a aucune obligation de défendre l'Italie. Contrarié par cette réponse, La Marmora envoya un télégramme à Govone le 2 mai pour lui demander d'informer Bismarck que si l'Autriche attaquait l'Italie, l'alliance qu'il venait de signer obligeait la Prusse à intervenir, puisqu'il s'agissait d'une alliance défensive et qu'en tant que telle, elle prévoyait des obligations réciproques.
Trois jours plus tard, cependant, une affaire encore plus grave attire l'attention de La Marmora. Le 5 mai, l'Autriche offre la Vénétie à l'Italie si celle-ci se tient à l'écart de la guerre imminente avec la Prusse. La nouvelle parvient à La Marmora par l'intermédiaire de son ambassadeur à Paris, Costantino Nigra, et est immédiatement liée aux récentes restrictions imposées par Bismarck au traité. L'offre est séduisante, mais le général répond qu'il est lié par le pacte d'alliance avec la Prusse, qu'il ne peut abandonner son allié et refuse l'offre, après quoi il présente sa démission au roi. Le rejetant, Vittorio Emanuele II approuve la conduite de son Premier ministre,.
Il ne s'agissait cependant pas seulement d'une question de loyauté envers la Prusse. La Marmora était en effet convaincu, comme Nigra, que puisque l'Autriche avait fait l'offre à l'Italie par l'intermédiaire de la France (l'Autriche ne reconnaissait pas l'Italie comme interlocuteur), c'est la France qui aurait ensuite cédé la Vénétie à l'Italie. Cela aurait signifié une dette considérable pour le gouvernement français. La Prusse serait devenue un ennemi de l'Italie, qui n'aurait de toute façon pas gagné l'amitié de l'Autriche. Une autre raison de rejeter l'offre est que Vienne conditionne la cession pacifique de la Vénétie à la conquête de la région allemande de Silésie, une entreprise plutôt problématique.

## La troisième guerre d'indépendance (1866)

### Le manque d'unité de commandement des Italiens

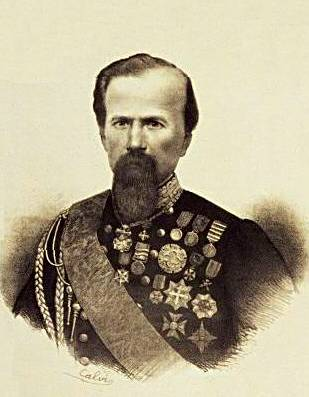
Le général Enrico Cialdini, commandant de l'armée du Pô, obtient l'autonomie complète de La Marmora.

Le théâtre de la troisième guerre d'indépendance. L'armée de La Marmora était déployée au sud du lac de Garde (à l'ouest du Mincio), celle de Cialdini dans la région de Ferrare (au sud du Pô).

Après avoir signé l'alliance avec la Prusse et rejeté les propositions pacifiques de l'Autriche, l'Italie se retrouve dans une nouvelle situation d'urgence diplomatique lorsque la France, son vieil allié, convient le 15 juin 1866 avec l'Autriche de rester en dehors du conflit imminent.
À la suite de cet accord, Napoléon III déclare à l'ambassadeur italien Nigra que « pendant la campagne, il pourrait arriver qu'il soit utile que l'Italie ne fasse pas la guerre trop vigoureusement ». La Marmora ignore la remarque, mais la rumeur de la déclaration de Napoléon III parvient à Bismarck qui commence à se méfier des Italiens et recommande à La Marmora de mener une guerre vigoureuse. À cet égard, le général est contacté d'abord par l'envoyé prussien Theodor von Bernhardi (1802-1885), qui lui fournit un plan de campagne commun, puis par l'ambassadeur Guido von Usedom (1805-1884).
Mais le problème principal était que, même s'il le voulait, La Marmora ne pouvait pas accepter de propositions étrangères. Il manquait d'autonomie de décision. Le commandant suprême de l'armée était Vittorio Emanuele II et son chef d'état-major La Marmora. Mais l'armée avait été divisée en deux armées, l'une devant agir à partir du fleuve Mincio d'ouest en est, l'autre à partir du bas Pô du sud au nord. Le promoteur de cette dernière action est le général Enrico Cialdini, qui demande un maximum d'autonomie et est désigné pour cette entreprise avec 8 divisions ; tandis que La Marmora, qui est favorable à l'action à partir du Mincio, commande les 12 autres, mais sans plan précis.
La situation est aggravée par le retard qui retient La Marmora à Florence pour les formalités administratives de formation du nouveau gouvernement (confiées ensuite à Bettino Ricasoli). Dès que l'exécutif fut formé, le général partit pour le front trop peu de jours avant le début de la guerre. La Prusse ouvre en effet les hostilités le 16 juin et La Marmora quitte Florence le lendemain pour rejoindre Crémone, s'arrêtant toutefois à Bologne pour rencontrer Cialdini.
On ne sait pas ce que les deux généraux ont dit l'un à l'autre. Il a été question d'une action démonstrative et d'une autre décisive. Mais il n'est pas clair de savoir qui était chargé de l'un et de l'autre. Le fait est que La Marmora a ordonné la guerre contre l'Autriche le 20 juin, avec un début des hostilités le 23 : il s'agit de la troisième guerre d'indépendance. Le 21, Cialdini, depuis Bologne, télégraphie que pour franchir le Pô, il a besoin d'une action démonstrative de La Marmora pour bloquer les forces autrichiennes sur le Mincio (se réservant le droit de mener une action décisive). La Marmora répond qu'il agira « énergiquement » sur le Mincio, sans préciser qu'il s'agira d'une action démonstrative, comme pour rejeter l'idée de jouer le rôle secondaire.

### Responsabilité du déploiement des troupes
Le général Cialdini déclara également qu'il ne pourrait pas traverser le Pô avant la nuit du 25 au 26 juin et demanda que l'action démonstrative vigoureuse ait lieu le 24. Par conséquent, La Marmora ne lança son armée sur le Mincio que le 23, croyant que l'armée autrichienne était toute derrière l'Adige (c'est-à-dire au sud-est de Vérone). Au lieu de cela, l'archiduc Alberto d'Asburgo-Teschen, chef des forces autrichiennes en Vénétie, craignant que les deux armées italiennes ne s'unissent, se dirige résolument vers le Mincio pour frapper l'armée de La Marmora sur le flanc gauche, dont il suppose qu'elle veut se diriger vers le sud-est.
La Marmora, inconscient, était assez calme, et arrangea ses troupes en les dispersant sur un territoire assez vaste, plus pour une marche que pour une bataille, les poussant même loin en avant (certaines à seulement dix kilomètres de Vérone). De plus, sur ses 12 divisions, 4 ont été gaspillées autour de Mantoue, où les Autrichiens n'avaient pas de forces substantielles, et 2 autour de Peschiera. Il restait donc 6 divisions, soit 50 000 hommes, pour faire face à l'ennemi, contre les 75 000 de l'archiduc Alberto, qui étaient beaucoup plus concentrés et mieux dirigés.

### Responsabilité de la défaite à Custoza

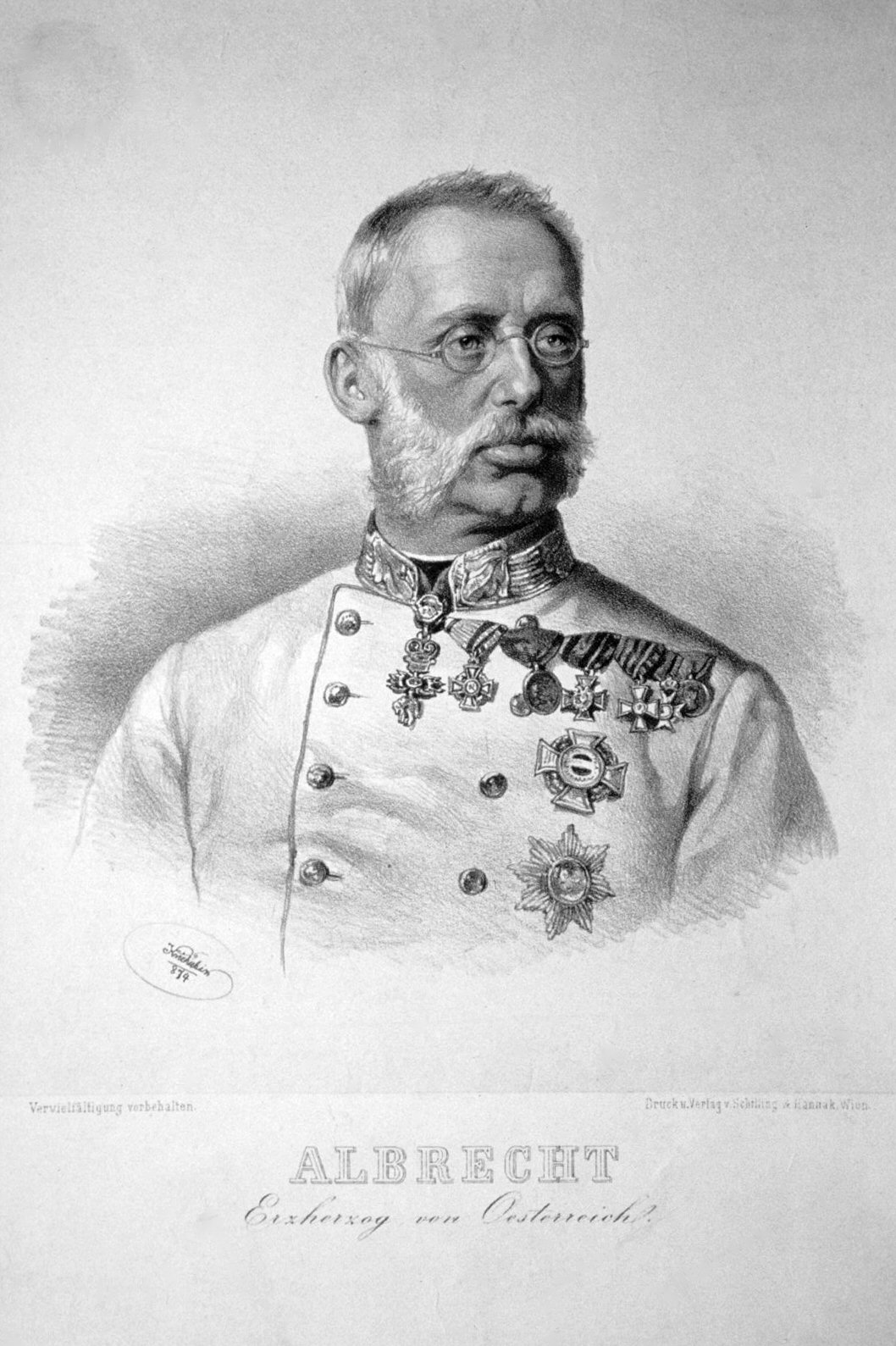
Le général autrichien Alberto d'Asburgo-Teschen bat La Marmora à Custoza le 24 juin 1866.

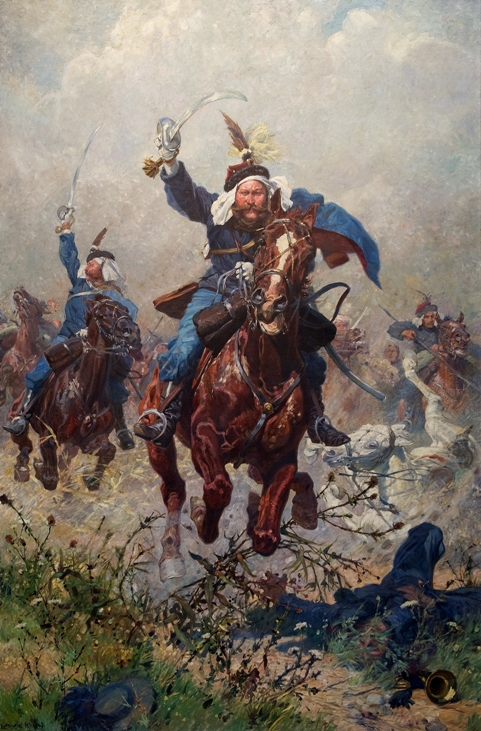
A Custoza, après les charges de la cavalerie autrichienne, La Marmora pensait que le danger venait de la plaine de Villafranca. Au lieu de cela, l'ennemi a attaqué en force à travers les collines.

Italiens et Autrichiens se sont rencontrés vers 6h30 le matin du 24 juin 1866 à Oliosi (aujourd'hui un hameau de Castelnuovo del Garda). La bataille de Custoza se poursuit avec une violence croissante, marquée par des attaques et des contre-attaques, et s'arrête à 10h30. Les Autrichiens ont été repoussés et le sort de la bataille est encore incertain. Les positions sur les collines morainiques de la zone sont tenues par les Italiens, mais La Marmora, contrairement à Vittorio Emanuele II, juge que la principale menace vient de la plaine. De sorte que lorsque l'artillerie autrichienne commença à frapper les collines, le roi dit à La Marmora : « Je le lui avais dit ! » et le général : « Votre Majesté a raison de dire, mais il faut tout savoir ».
Les collines morainiques s'étendent au sud du lac de Garde jusqu'à Sommacampagna au nord et Custoza au sud. Ensuite, à l'est s'ouvre la plaine où se trouve Villafranca. Entre les collines de la moraine et Villafranca, deux des divisions du corps d'armée du général Enrico Della Rocca s'étaient positionnées dans la plaine et avaient repoussé une attaque autrichienne. Comme La Marmora considérait qu'il s'agissait du point faible de son déploiement, à 9 heures, il s'adressa à Della Rocca, lui confiant la division de cavalerie de réserve et lui ordonnant de « tenir ferme » sur ses positions. C'est l'une des plus graves erreurs de l'époque.
En fait, La Marmora pensait que l'effort de l'ennemi était concentré entre Custoza et Villafranca, alors que lorsque la bataille a repris, il s'est concentré sur Custoza et le nord-ouest de cette dernière, et non le sud-est. Réalisant la situation, Vittorio Emanuele II s'adresse à Della Rocca en lui demandant de contre-attaquer l'ennemi avec les deux divisions inutilisées devant Villafranca et avec la division de cavalerie, mais le général s'oppose à l'ordre de La Marmora de « tenir bon ».
La Marmora se rendit compte de la gravité de la situation lorsqu'il remarqua que les troupes des divisions présentes sur les collines morainiques au nord-ouest de Custoza se repliaient progressivement en ordre aléatoire vers le Mincio, tandis que les attelages encombraient les routes. De retour à Valeggio, le général a l'impression d'une déroute de plus en plus grave : on l'entend murmurer « Quelle défaite ! Quelle catastrophe ! Même pas en 1949 ! » Il décide de rejoindre Oliosi, où le combat fait rage, mais la route est bloquée et il fait demi-tour, quittant le théâtre de la bataille sans laisser d'ordres, vers Goito où il arrive entre 13h30 et 14h pour sécuriser le pont sur le Mincio et organiser la retraite.
Pendant que les combats faisaient rage, cependant, en violation des ordres de La Marmora (qui voulait mettre une garnison à Peschiera), le général (ex-Bourbon) Giuseppe Salvatore Pianell lança une partie de sa division contre les Autrichiens en arrêtant, au nord-ouest, la manœuvre d'enveloppement que La Marmora avait probablement pensé pouvoir effectuer au sud-est (dans la plaine de Villafranca). L'action de Pianell n'a pas évité la défaite, mais a peut-être évité la catastrophe

### Responsabilité de l'échec de la contre-attaque

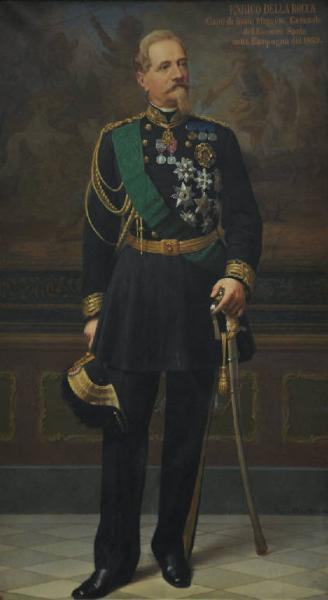
Le général Enrico Della Rocca, malgré l'insistance du roi, ne déplace pas ses troupes de la plaine comme il en avait reçu l'ordre de La Marmora.

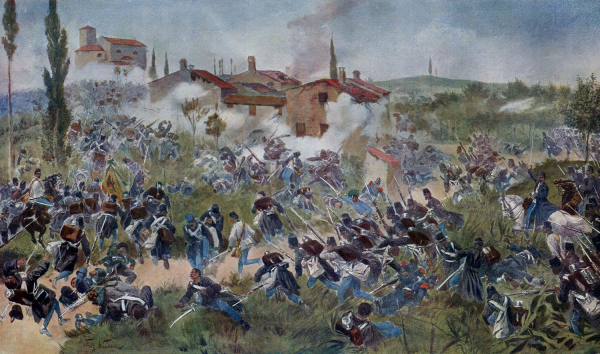
Lorsqu'il se rendit compte de sa défaite à Custoza, La Marmora quitta le champ de bataille sans donner d'ordres. Plus tard, lui et Cialdini n'ont pas pu se mettre d'accord sur une contre-attaque.

La défaite à Custoza n'était pas si grave en soi, mais elle l'est devenue en raison des décisions qui ont été prises par la suite : La Marmora considère que la plupart de ses forces sont inutiles et qu'il n'est pas possible de maintenir la ligne du Mincio car il craint une manœuvre de débordement venant du nord. Par conséquent, non seulement les ponts sur le fleuve furent dynamités après la retraite, mais le soir du 25 juin La Marmora pensa à retirer l'armée derrière le Pô et l'Adda, et ce n'est qu'à la désapprobation du général Govone et de quelques autres qu'il s'adapta à limiter la retraite derrière l'Oglio.
Par contre, le général Cialdini, ayant reçu le 24 l'ordre de Vittorio Emanuele II de passer le Pô, avait répondu de le passer le lendemain comme prévu. Le lendemain, cependant, Cialdini reçoit un télégramme de La Marmora : « Les Autrichiens se sont jetés avec toutes leurs forces sur les corps [des généraux] Durando et [Del]La Rocca et les ont renversés. Ils ne semblent pas les poursuivre jusqu'à présent. Restez donc sur le qui-vive. État de [mon] armée déplorable, incapable d'agir depuis quelque temps, 5 divisions étant désorganisées ». En recevant ce message, Cialdini renonça définitivement à franchir le Pô ; non seulement cela, mais il commença à son tour sa retraite derrière le fleuve Panaro.
Le 26 au matin, La Marmora télégraphie à nouveau à Cialdini pour lui demander de ne pas abandonner le Pô, mais ce dernier n'obéit pas. La Marmora présente alors sa démission au Roi en conseillant de donner à Cialdini le commandement de toute l'armée. Vittorio Emanuele II et le président du Conseil Bettino Ricasoli rejettent la proposition et La Marmora reste chef de cabinet. Le 29, les deux généraux se rencontrent à nouveau et Cialdini, qui se considère désormais comme supérieur à La Marmora, explique sa décision de traverser le Pô. Dans les jours qui suivent, Cialdini supplie également La Marmora de ne pas s'éloigner de la ligne de l'Oglio et refuse la protection du roi. Le 5 juillet, il entame le siège de la garnison autrichienne de Borgoforte. Enfin, dans la nuit du 7 au 8 juillet, une partie de ses troupes franchit timidement le Pô.
Pendant ce temps, sur le front prussien, après la victoire décisive de Sadowa sur l'Autriche le 3 juillet, la Prusse se plaint de la faible conduite de la guerre par l'Italie, et le 13 juillet Ricasoli veut rencontrer Cialdini à Polesella. Le lendemain, le conseil de guerre est convoqué à Ferrare, présidé par Vittorio Emanuele II et auquel participent Bettino Ricasoli, les principaux ministres, La Marmora et Cialdini. Le conseil établit que les armées resteraient deux, mais que Cialdini, qui avait la tâche d'atteindre le fleuve Isonzo à marches forcées, aurait 14 divisions et La Marmora, qui avait la tâche de l'arrière-garde, seulement 6.
Ayant retiré les Autrichiens de la ligne de front en Vénétie en raison de la défaite subie au nord par les Prussiens, Cialdini peut enfin avancer de manière expéditive, mais il n'a pas l'occasion de prendre sa revanche. Au contraire, le prestige de l'Italie est encore plus ébranlé par la défaite navale de Lissa, le 20 juillet 1866.

### Le rôle dans les négociations de l'armistice de Cormons

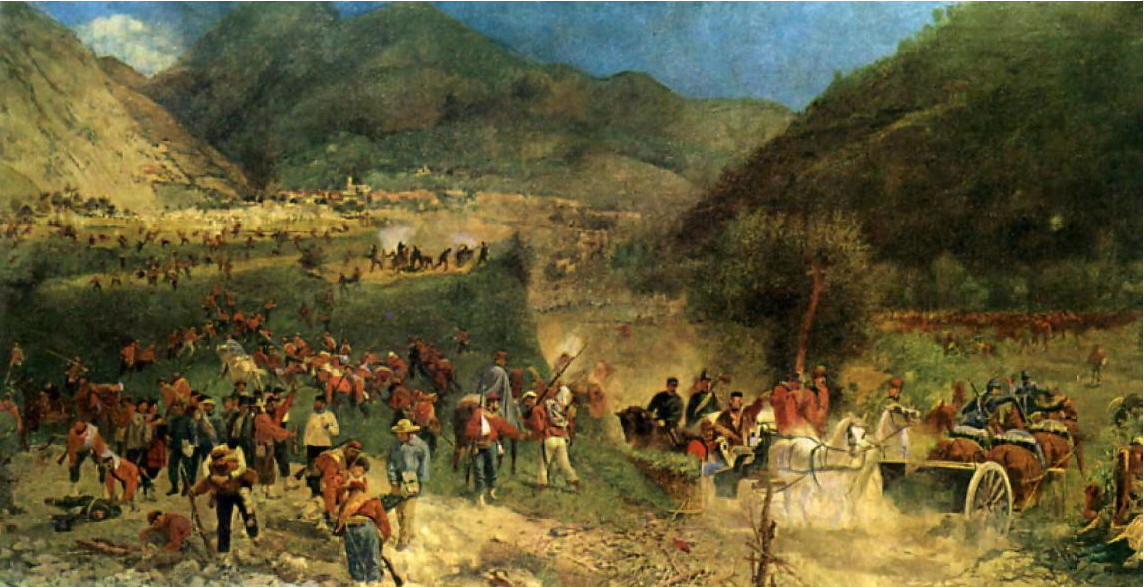
Ayant signé l'armistice avec la Prusse, l'Autriche ne veut pas céder à l'Italie la zone du Tyrol conquise par Garibaldi et défendue lors de la bataille de Bezzecca. Craignant la reprise des hostilités et la défaite de l'Italie, La Marmora se charge de signer l'armistice aux conditions de l'Autriche.

Entre les batailles de Sadowa et de Lissa, le 5 juillet 1866, l'empereur français Napoléon III annonce à Victor Emmanuel II que l'Autriche lui cède la Vénétie. La France est prête à céder la région à l'Italie, à condition que celle-ci se retire du conflit.
L'Italie pourrait alors éviter de nouvelles effusions de sang et satisfaire Napoléon III (qui souhaite désormais la paix et craint une Prusse trop puissante), mais cela aurait signifié la rupture de l'alliance avec Bismarck. Le roi concerte (malgré Custoza) sa réponse avec La Marmora, qui s'oppose immédiatement à l'acceptation de l'offre française.
En fait, la proposition de négocier un armistice avec l'Autriche n'a été acceptée par le gouvernement italien que lorsqu'il a été certain que la Prusse l'accepterait. Mais les négociations se déroulent dans une atmosphère lourde et sur une trêve fragile : l'Italie ne veut pas se retirer des parties du Tyrol occupées par Giuseppe Garibaldi et la Prusse critique la conduite de La Marmora pendant la Campagne.
Alors qu'à Florence on se fait des illusions sur les résultats des pourparlers, l'Autriche, avec l'armistice de Nikolsburg le 26 juillet, met fin à la lutte avec la Prusse et déverse une bonne partie de son armée en Italie. Selon le rapport du général Agostino Petitti, qui participe aux négociations, plus de 200 000 Autrichiens se trouvent à la frontière de la Vénétie, entre l'Isonzo et Trieste, et 60 000 autres sont massés dans la vallée de l'Adige, au nord. Néanmoins, le gouvernement italien est inflexible : il ne cédera pas les zones du Tyrol conquises et défendues lors de la bataille de Bezzecca. Lorsque La Marmora se rendit compte que même Napoléon III n'était pas en mesure de pousser l'Autriche à céder le Tyrol, estimant que toute reprise des hostilités conduirait l'Italie à une défaite désastreuse, il décida d'assumer la responsabilité de la paix aux conditions de l'Autriche avec le télégramme suivant envoyé à 8h25 le 9 août au ministre de la Guerre Ignazio Pettinengo:
« Maintenant, non seulement les considérations stratégiques, mais tout conseille de céder sur la question du Tyrol. C'est pourquoi j'ai donné des ordres [de retraite], et j'attends le général autrichien. »
(Télégramme d'Alfonso La Marmora du 9 août 1866 au ministre de la Guerre Ignazio Pettinengo).
La rencontre que La Marmora a eue avec Vittorio Emanuele II à cette occasion était touchante, car le général voulait assumer l'entière responsabilité malgré le fait que le Roi voulait la partager car il était fondamentalement d'accord avec lui. Le général sait aussi que dans une éventuelle reprise de la guerre contre l'Autriche, l'Italie se retrouverait seule. Dans l'armistice avec l'Autriche, en effet, la Prusse garantit l'intégrité de l'Empire autrichien, y compris le Tyrol, à l'exception de la Vénétie. Bien que le gouvernement et l'opinion publique s'y opposent, La Marmora télégraphie à Petitti et lui ordonne de signer la paix aux conditions de l'Autriche.
L'armistice de Cormons est conclu le 12 août, suivi du traité de Vienne le 3 octobre 1866, par lequel l'Autriche cède la Vénétie à la France, qui la remet ensuite à l'Italie. La troisième guerre d'indépendance est terminée.

## Les derniers temps (1866-1878)

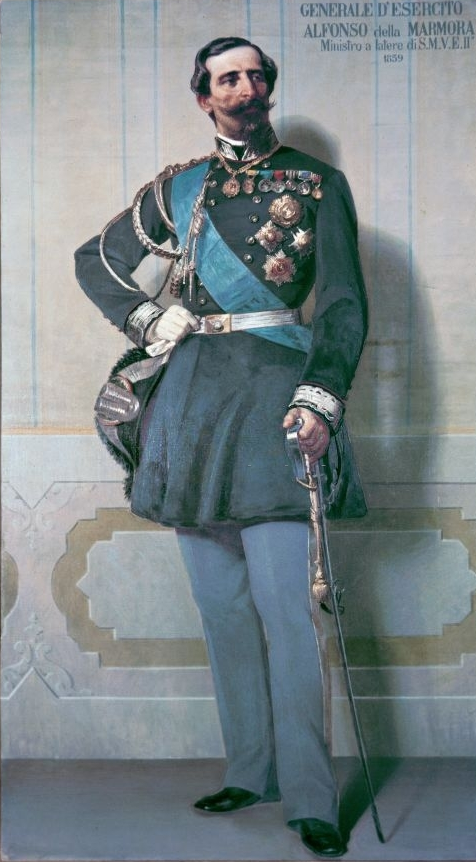
Portrait du général Alfonso La Marmora dans les années 1870.

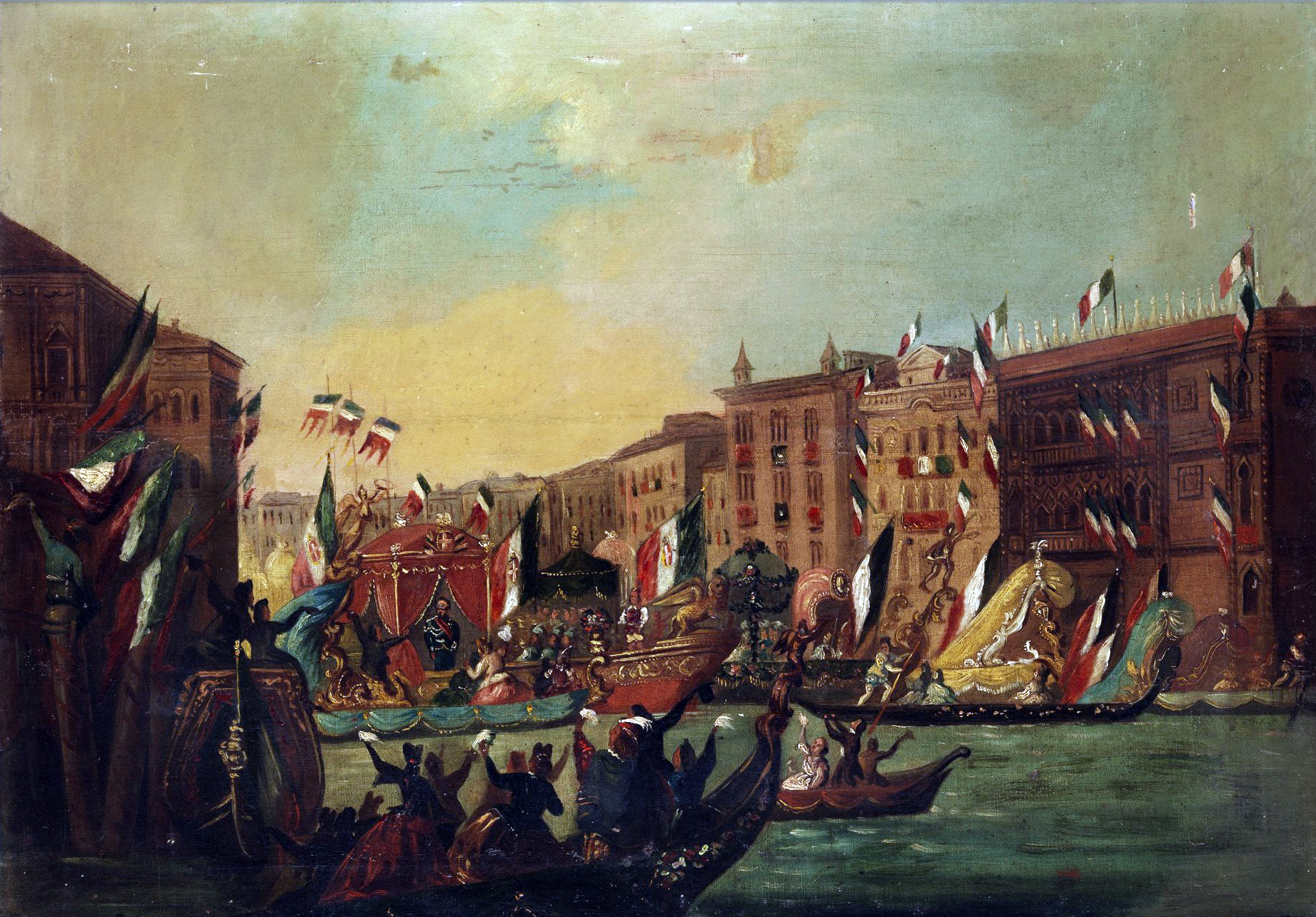
L'entrée triomphale de Vittorio Emanuele II à Venise, une cérémonie à laquelle La Marmora n'a pas été invitée à participer.

À la fin de la guerre, La Marmora démissionne de son poste de chef d'état-major et de ministre sans portefeuille dans le gouvernement Ricasoli. Cette fois, sa démission a été acceptée. Il rentre à Florence démoralisé par l'échec de Custoza et la controverse qui s'ensuit. Les 21 et 22 octobre 1866 a lieu le plébiscite par lequel la population de la Vénétie décrète son entrée dans le royaume d'Italie et quelques jours plus tard, lors d'une cérémonie, les représentants de Venise remettent les résultats à Vittorio Emanuele II. Le roi quitte alors Turin pour faire une entrée triomphale à Venise avec sa suite. La Marmora n'a été invitée à aucune des deux cérémonies.
Il se voit ensuite confier le 5e corps d'armée à Florence. Il accepte volontiers cette mission car elle lui permet de rester dans la capitale et de participer plus facilement aux travaux du Parlement. Cependant, en 1867, avec l'abolition des grands commandements militaires, le commandement de La Marmora est également supprimé.

### La mission à Paris en 1867

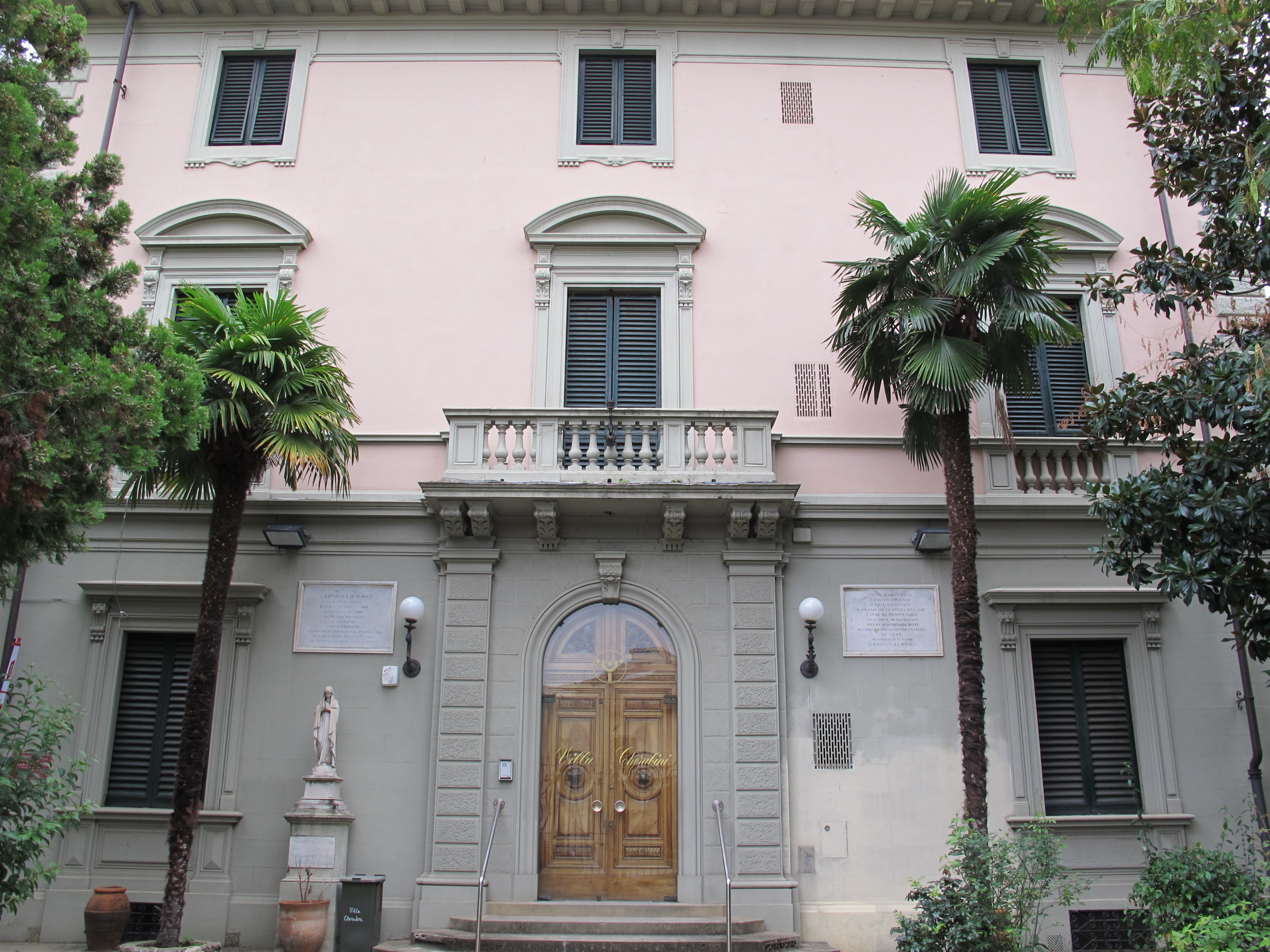
La maison à Florence dans la Via Cherubini où La Marmora a passé ses dernières années et où il est rappelé par deux plaques sur la façade.

Cependant, le général est encore employé par le roi lorsque, la même année, en raison du rallumage de la question romaine avec l'expédition de Garibaldi dans les États pontificaux, l'Italie doit faire preuve d'extranéité à l'égard de l'action révolutionnaire et en même temps de fermeté face à la France qui veut envoyer un contingent pour défendre le pape.
Le nouveau Premier ministre Luigi Federico Menabrea (La Marmora avait refusé de former un nouveau gouvernement), dans le but d'éviter une grave crise avec la France, décide d'envoyer La Marmora à Paris pour négocier avec Napoléon III. Menabrea rappela au général comment la décision de la France d'envoyer des troupes dans les États pontificaux avait changé les conditions de la Convention de septembre, de sorte que le gouvernement italien avait été contraint, en raison de l'éveil du sentiment national de l'opinion publique, d'envoyer l'armée dans les territoires du pape. Cependant, l'intervention n'avait aucune intention hostile, mais seulement la tâche de rétablir l'ordre dans les provinces papales.
La Marmora accepte de partir pour Paris et d'expliquer l'affaire à Napoléon III. Il obtient de l'Empereur que l'ordre de départ des troupes françaises de Toulon soit reporté et la promesse qu'une fois parti et l'ordre rétabli, les Français rentreront chez eux. Cela s'est produit après la bataille de Mentana le 3 novembre 1867.

### La controverse, les voyages et la lieutenance à Rome
En 1868, la controverse avec Cialdini sur la responsabilité de la conduite de la troisième guerre d'indépendance et de la défaite de Custoza est ravivée, à la suite de quoi La Marmora publie le pamphlet Schiarimenti e rettifiche (Florence, 1868), auquel Cialdini répond par : Risposta del generale Cialdini all'opuscolo « Schiarimenti e rettifiche del generale La Marmora » (Florence, 1868).
L'année suivante, il effectue peut-être le plus important de ses nombreux voyages. Il se rend en Russie via Vienne où il est accueilli par son ancien ennemi, l'archiduc Alberto. Il assiste aux manœuvres militaires de l'armée russe à Krasnoe Selo, après quoi il est reçu par le tsar Alexandre II. Il a visité la base navale russe de Kronštadt, puis s'est rendu en Suède, au Danemark et en Roumanie. Sur cette dernière étape, il apprécie les compétences de l'armée roumaine qui a fait ses preuves lors de la guerre russo-turque (1877-1878).
En 1870, il doit à nouveau se défendre contre les accusations de l'extrême gauche selon lesquelles il aurait retardé la guerre sur ordre de Napoléon III. Malgré la controverse, après la prise de Rome en septembre 1870, il est nommé à la lieutenance de la future capitale, le roi ayant identifié en La Marmora non seulement le gouverneur capable de la période de transition, mais aussi, dans ce cas, un personnage capable de garantir l'intégrité du Saint-Siège et du pape. C'est sa dernière mission officielle, après laquelle il retourne à Florence.

### Un peu plus de lumière sur les évènements de 1866 et la fin

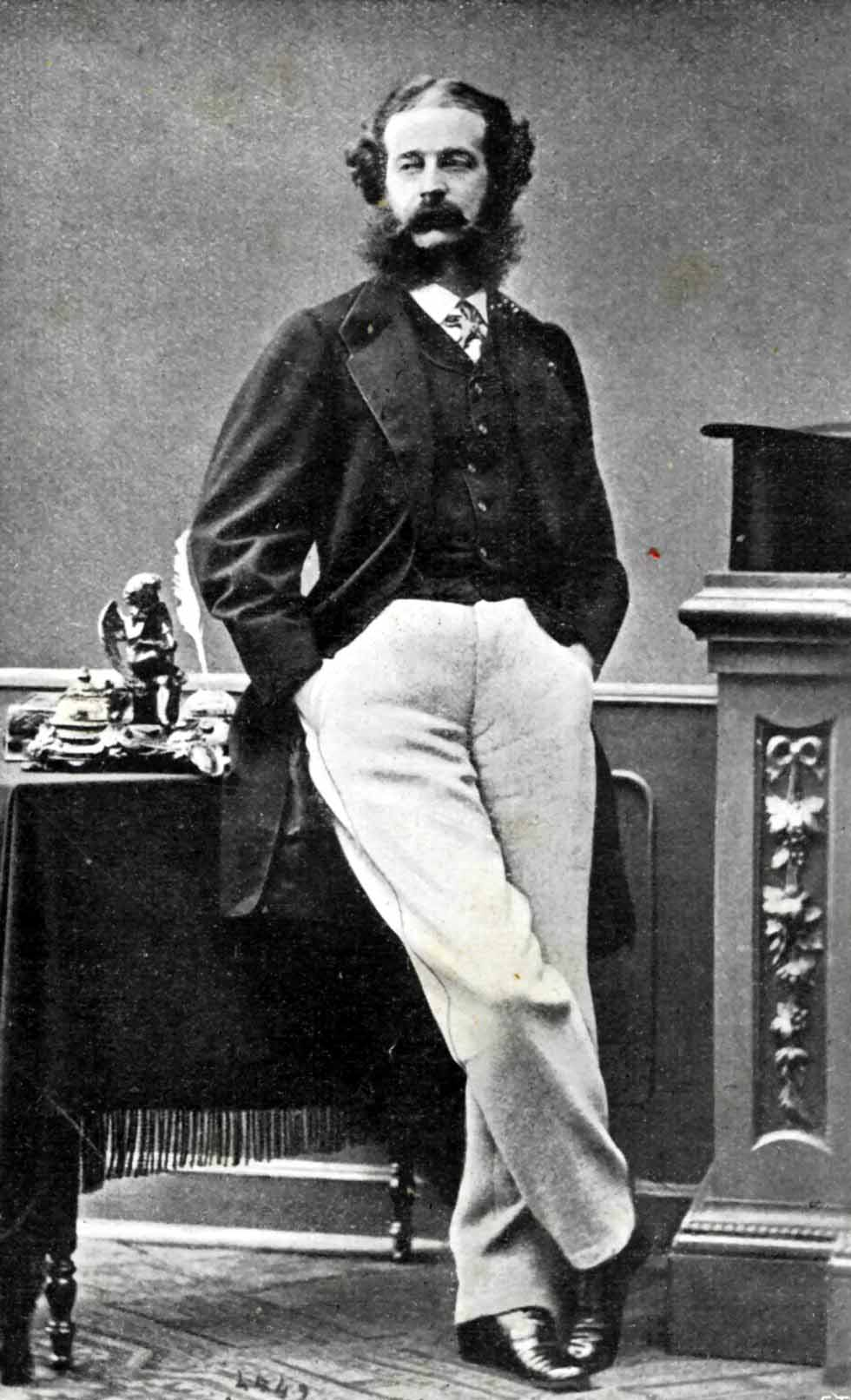
Le ministre des Affaires étrangères Emilio Visconti-Venosta a déploré la publication du livre de La Marmora qui a provoqué des protestations en Allemagne.

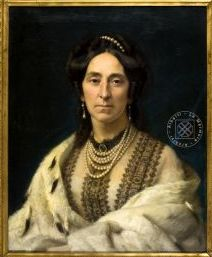
Giovanna Bertie Mathew, l'épouse de La Marmora, est morte quelques années avant lui.

Au début du mois de septembre 1873 sort son célèbre livre Un po' più di luce sugli eventi politici e militari del 1866, publié à Florence. Un pamphlet passionné dans lequel le général défend ses actions, mais dans lequel il publie des documents diplomatiques qui, selon l'Allemagne, ne doivent pas être accessibles à La Marmora, ni être rendus publics. Une interpellation spéciale est adressée au gouvernement Minghetti et le ministre des Affaires étrangères Emilio Visconti-Venosta déplore la publication qui, par coïncidence, a lieu pendant la visite de Vittorio Emanuele II en Autriche et en Allemagne, ce qui accroît l'embarras du gouvernement.
Aigri par la poursuite d'une polémique de plus en plus vive, La Marmora trouve néanmoins une certaine sérénité dans ses voyages, dont l'un le conduit sur les champs de bataille de la guerre franco-prussienne (1870-1871). Entre-temps, la mort a emporté ses parents les plus chers un par un : aucun de ses frères ne lui a survécu et, en 1876, sa femme Giovanna Teresa Bertie Mathew est également décédée. Les dernières publications du général sont Un épisode du Risorgimento italien, dans lequel il raconte la répression des émeutes de Gênes de 1849, et Les secrets d'État dans le gouvernement constitutionnel.
En novembre 1877, la maladie dont il souffre s'aggrave et le matin du 5 janvier 1878, à 9h30, Alfonso La Marmora meurt, âgé d'un peu plus de 73 ans. Deux jours plus tard, son corps a été transporté à l'église de la Misericordia. La cérémonie à Florence est solennelle, mais Umberto di Savoia ne peut y assister car son père Vittorio Emanuele II est dans un état grave (il meurt le 9 janvier). Le soir du 7 janvier, le corps du général partit pour Biella où il fut enterré dans l'église de San Sebastiano et où il repose encore.

## Distinctions

### Distinctions du royaume de Sardaigne
- Médaille d'argent de la valeur militaire : « En considération de la conduite toujours tenue par le colonel La Marmora face à l'ennemi pendant la campagne de 1848 » - Turin, 31 août 1848[20].

- Médaille d'or de la valeur militaire - Turin, le 15 avril 1849 (pour avoir réprimé les émeutes de Gênes)[37].

- Chevalier grand-croix de l'ordre militaire de Savoie - 28 novembre 1855 (à la suite de la campagne de Crimée)[63],[141].

- Chevalier de l'ordre suprême de la Très Sainte Annonciade - Turin, 1858[66].
- Chevalier grand-croix de l'ordre des Saints-Maurice-et-Lazare - Turin, 1858.

### Distinctions honorifiques étrangères pour la guerre de Crimée
- Chevalier grand-croix de l'ordre du Bain (Grande-Bretagne)
- Médaille militaire (France)
- Chevalier de grand-croix de l'ordre de Charles III (Espagne)
- Chevalier de première classe de l'ordre de Medjidié (Empire turc)

### Autres distinctions étrangères
- Chevalier grand-croix de l'ordre national de la Légion d'honneur (France)
- Chevalier de l'ordre impérial de Saint Alexandre Nevsky (Russie)
- Commandeur de l'ordre de Saint-Joseph (grand-duché de Toscane)

## Source
- (it) Cet article est partiellement ou en totalité issu de l’article de Wikipédia en italien intitulé « Alfonso La Marmora » (voir la liste des auteurs).